# Liste der Biografien/Star
Liste der Biografien |
Portal Biografien |
Personensuche
# |
A |
B |
C |
D |
E |
F |
G |
H |
I |
J |
K |
L |
M |
N |
O |
P |
Q |
R |
S |
T |
U |
V |
W |
X |
Y |
Z |
?
 
Sa |
Sb |
Sc |
Sd |
Se |
Sf |
Sg |
Sh |
Si |
Sj |
Sk |
Sl |
Sm |
Sn |
So |
Sp |
Sq |
Sr |
Ss |
St |
Su |
Sv |
Sw |
Sy |
Sz
 
Sta |
Ste |
Sth |
Sti |
Stj |
Stl |
Sto |
Str |
Sts |
Stt |
Stu |
Stv |
Stw |
Sty
 
Staa |
Stab |
Stac |
Stad |
Stae |
Staf |
Stag |
Stah |
Stai |
Staj |
Stak |
Stal |
Stam |
Stan |
Stap |
Star |
Stas |
Stat |
Stau |
Stav |
Staw |
Stax |
Stay |
Staz
Die Liste der Biografien führt alle Personen auf, die in der deutschsprachigen Wikipedia einen Artikel haben. Dieses ist eine Teilliste mit 605 Einträgen von Personen, deren Namen mit den Buchstaben „Star“ beginnt.

## Star
- Star Reese, Andrea (* 1952), US-amerikanische Fotografin und Videokünstlerin
- Star, Celeste (* 1985), US-amerikanische Pornodarstellerin
- Star, Charmane (* 1979), US-amerikanische Pornodarstellerin, Schauspielerin und Model
- Star, Darren (* 1961), US-amerikanischer Regisseur, Produzent und Drehbuchautor
- Star, Hovi (* 1986), israelischer Sänger
- Star, Jeffree (* 1985), US-amerikanisches Model, Drag-Queen, Make-up-Artist, Fashion-Designer, Sänger und DJ
- Star, Jonny (* 1964), deutsche Bildende Künstlerin
- Star, Luna (* 1989), US-amerikanische PornodarstellerinLuna Star (* 1989)

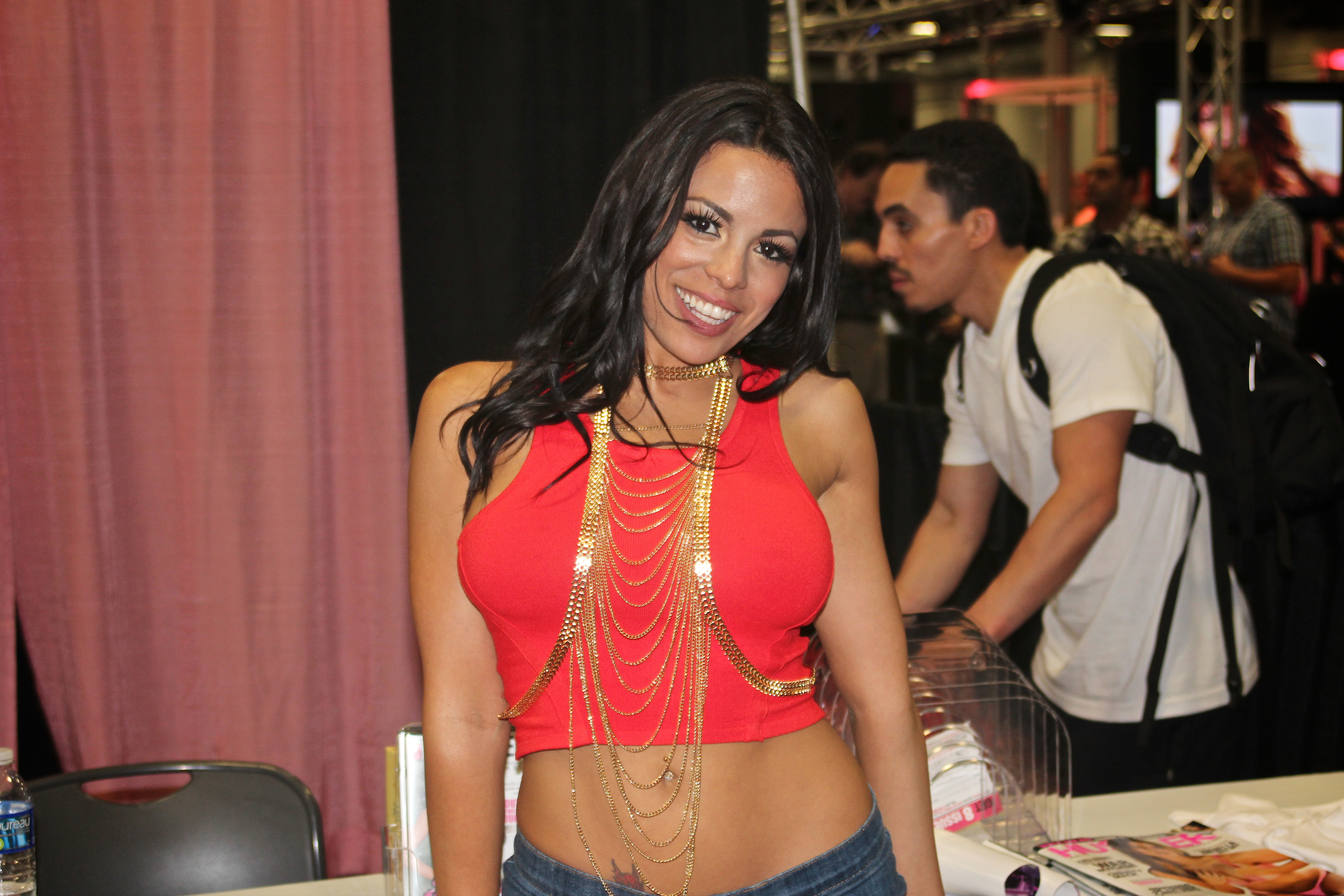
Luna Star (* 1989)

- Star, Ryan (* 1978), US-amerikanischer Musiker
- Star, Sanne van der (* 1986), niederländische Eisschnellläuferin
- Star, Susan Leigh (1954–2010), amerikanische Soziologin

### Stara
- Starace, Achille (1889–1945), italienischer faschistischer Politiker, Mitglied der Camera dei deputati
- Starace, Potito (* 1981), italienischer Tennisspieler
- Starak, Jerzy (* 1945), polnischer Unternehmer
- Starak, Roman (1929–2016), polnischer Künstler
- Štaras, Arūnas (* 1951), litauischer Mathematiker und Politiker
- Stāraste, Margarita (1914–2014), sowjetisch-lettische Schriftstellerin und Illustratorin
- Staratzke, Hans-Werner (1912–2004), deutscher Wirtschaftswissenschaftler, Manager und Politiker (FDP), MdB

### Starb
- Starbatty, Joachim (* 1940), deutscher Ökonom, Hochschullehrer und Politiker (ALFA), MdEP
- Starbrook, David (* 1945), britischer Judoka
- Starbuck, Edwin Diller (1866–1947), amerikanischer Psychologe
- Starbuck, JoJo (* 1951), US-amerikanische Eiskunstläuferin
- Starbuck, Obed (1797–1882), US-amerikanischer Walfänger, Kapitän und Entdecker

### Starc
- Starc, Brandon (* 1993), australischer Hochspringer
- Starc, Janez (1885–1953), österreichischer Politiker (KSS), Landtagsabgeordneter
- Starc, Mitchell (* 1990), australischer Cricketspieler
- Starčević, Ante (1823–1896), kroatischer Politiker, Publizist und AutorAnte Starčević (1823–1896)

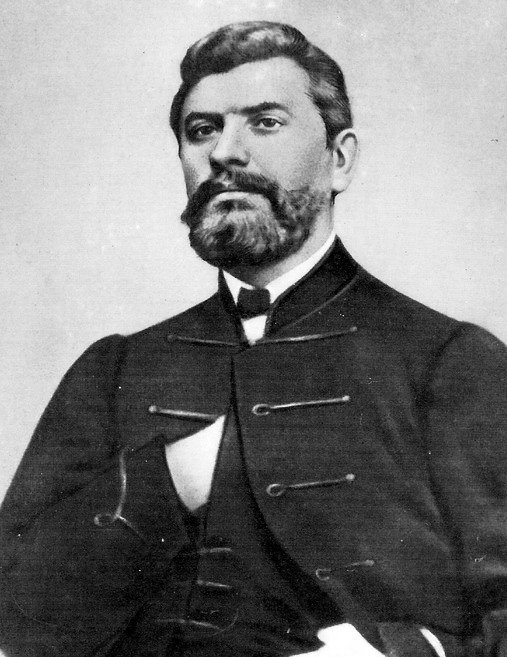
Ante Starčević (1823–1896)

- Starčević, Petra (* 1987), kroatische Biathletin
- Starch, Daniel (1883–1979), US-amerikanischer Psychologe und Marktforscher
- Starch, Rupert (1700–1760), Benediktiner und Kirchenrechtler
- Starchand († 966), Fürstbischof von Eichstätt
- Starcher, Buddy (1906–2001), US-amerikanischer Country-Musiker
- Starck, Abraham (1659–1709), deutscher Orgelbauer in Böhmen
- Starck, Alexander (1909–1963), deutscher Gewerkschaftsfunktionär (FDGB), MdV
- Starck, Andreas (1552–1611), deutscher Mediziner
- Starck, Benjamin (1554–1634), evangelisch-lutherischer Theologe
- Starck, Caspar Heinrich (1681–1750), deutscher lutherischer Theologe und Autor
- Starck, Christian (* 1937), deutscher Jurist, Hochschullehrer und Richter des Niedersächsischen Staatsgerichtshofs
- Starck, Claude (1928–2025), Schweizer Cellist
- Starck, Constantin (1866–1939), deutschbaltischer Bildhauer und Medailleur
- Starck, Dietrich (1908–2001), deutscher Arzt und Biologe
- Starck, Dominique (* 1956), Schweizer Gitarrist, Komponist und Musiklehrer
- Starck, Ferdinand Maximilian (1778–1857), deutscher Jurist und Politiker
- Starck, Friedrich von (1790–1864), kurhessischer Generalmajor und Mitglied der kurhessischen Ständeversammlung
- Starck, Friedrich Wilhelm (1891–1968), deutscher Polizeipräsident und SS-Brigadeführer
- Starck, Fritz (* 1900), deutscher Politiker (DP)
- Starck, Harry (* 1931), deutscher Politiker (SPD), MdL
- Starck, Heinrich (1908–1955), deutscher Politiker (KPD), antifaschistischer Widerstandskämpfer, Bürgermeister von Friedrichshain und Magistratsbaudirektor von Groß-Berlin
- Starck, Hermann Carl (1891–1974), deutscher Chemieunternehmer und Mäzen
- Starck, Joachim (* 1938), deutscher Richter am Bundesgerichtshof
- Starck, Johann Anton von (1808–1883), österreichischer Unternehmer, Parlamentarier und Gutsbesitzer
- Starck, Johann August von (1741–1816), deutscher Schriftsteller und Theologe
- Starck, Johann David von (1770–1841), böhmischer Montanunternehmer und Großindustrieller
- Starck, Johann Friedrich (1680–1756), lutherischer Theologe und pietistischer Erbauungsschriftsteller
- Starck, Johann Martin (1776–1854), deutscher Jurist und Abgeordneter
- Starck, Karl von (1867–1937), deutscher Verwaltungsjurist und Politiker, Reichs- und Staatskommissar für die besetzten rheinischen Gebiete (1919–1921)
- Starck, Matthias (1628–1708), deutscher Weihbischof, Theologe und Philosoph
- Starck, Monika von (* 1939), deutsche Malerin, Zeichnerin und Bildhauerin
- Starck, Niklaus (* 1956), Schweizer Autor
- Starck, Philippe (* 1949), französischer Designer und ArchitektPhilippe Starck (* 1949)

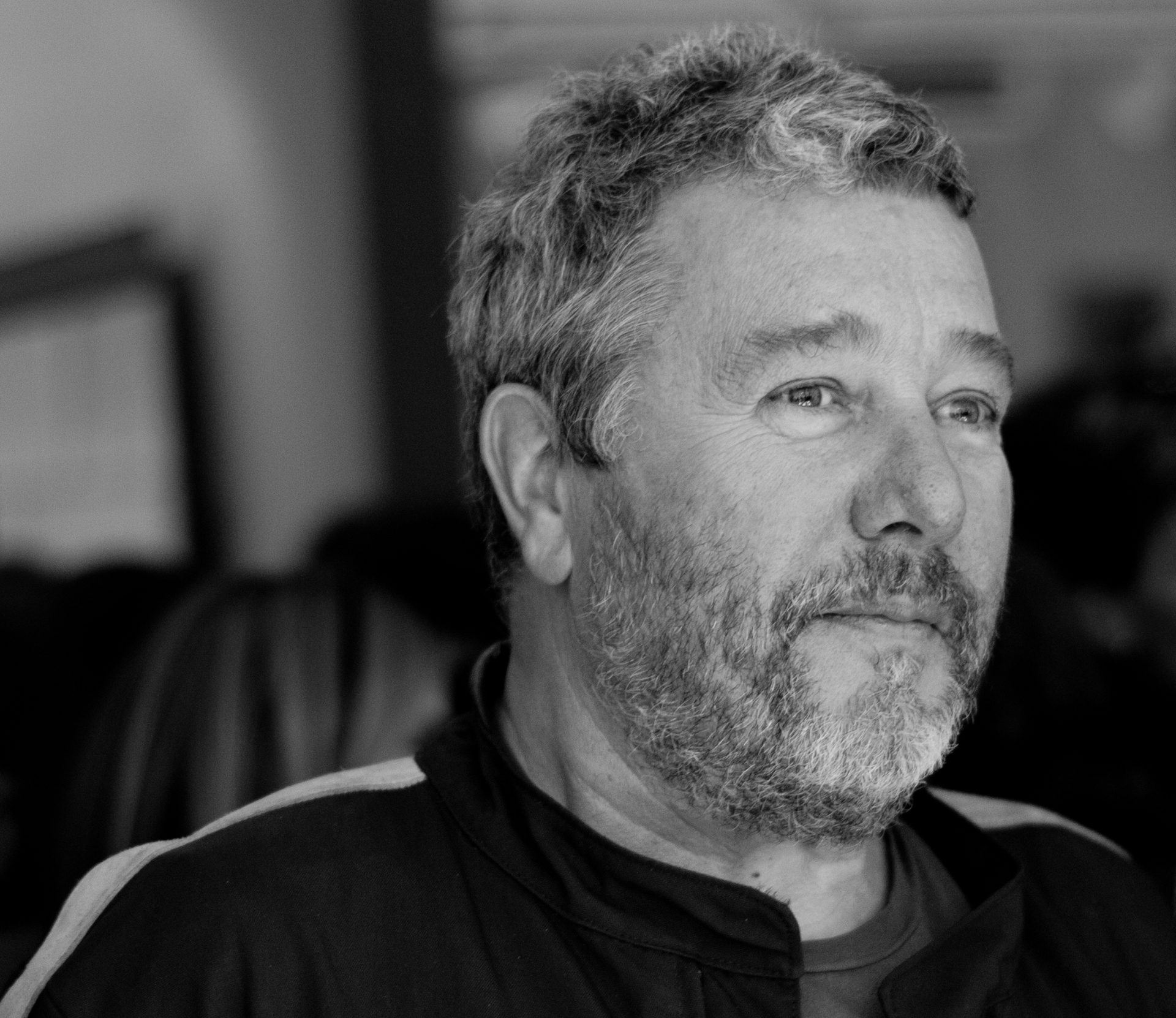
Philippe Starck (* 1949)

- Starck, Samuel (1649–1697), deutscher lutherischer Theologe
- Starck, Sebastian (1528–1586), deutscher evangelischer Theologe, Pastor und Superintendent
- Starck, Simon (1865–1939), österreichischer Politiker (fraktionslos), Abgeordneter zum Nationalrat
- Starck, Walter A. (* 1939), US-amerikanischer Meeresbiologe, Ichthyologe, Korallenriffexperte und Unterwasserfotograf
- Starck, Waltraud (* 1942), österreichische Regisseurin, Theaterleiterin, Schauspielerin, Hörspielsprecherin und Synchronsprecherin
- Starck, Wilhelm Friedrich von (1835–1913), deutscher Verwaltungsjurist, Staatsminister in Schwarzburg-Rudolstadt, Rittergutsbesitzer
- Stärcke, August (1880–1954), niederländischer Psychiater und Psychoanalytiker
- Starcke, Carl Nikolai (1858–1926), dänischer Soziologe, Philosoph, Pädagoge und Politiker, Mitglied des Folketing
- Starcke, Caspar († 1595), deutscher evangelischer Theologe
- Starcke, Gerhard (* 1907), politischer Aktivist der NSDAP
- Starcke, Hans (1875–1943), deutscher Künstler und Dichter
- Starcke, Johann Georg (1630–1695), sächsischer Baumeister
- Starcke, Johann Heinrich (1651–1707), deutscher Mediziner
- Starcke, Johannes, deutscher evangelischer Theologe und Schriftsteller
- Starcke, Julius (1895–1945), deutscher Bildhauer
- Starcke, Michael (1949–2016), deutscher Lyriker
- Starcke, Paul Eduard (1837–1885), deutscher Militärarzt
- Starcke, Richard (1864–1945), deutscher Maler und Illustrator
- Starcke, Sebastian Gottfried (1668–1710), deutscher Orientalist, Hebraist und Bibliothekar
- Starcke, Willy (1880–1945), deutscher Manager
- Starcky, Jean (1909–1988), französischer katholischer Geistlicher, Bibelwissenschaftler und Epigraphiker
- Starczewski, Feliks Władysław (1868–1945), polnischer Komponist
- Starczewski, Kurt (* 1886), deutscher Maler und Grafiker

### Stard
- Stard Ova (* 1991), deutscher Musikproduzent und Songwriter
- Stardust, Alvin (1942–2014), britischer Rockmusiker und Schauspieler
- Stardust, Angie (1939–2007), deutsch-US-amerikanische Sängerin, Bühnenkünstlerin, Filmschauspielerin und Nachtclubbetreiberin

### Stare
- Stare, Agata (* 1998), slowenische Skispringerin
- Stare, Fredrick John (1910–2002), amerikanischer Ernährungswissenschaftler
- Stare, Matej (* 1978), slowenischer Radrennfahrer
- Stare, Ragnar (1884–1964), schwedischer Sportschütze
- Staręga, Maciej (* 1990), polnischer Skilangläufer
- Starek, August (* 1945), österreichischer Fußballspieler und -trainerAugust Starek (* 1945)

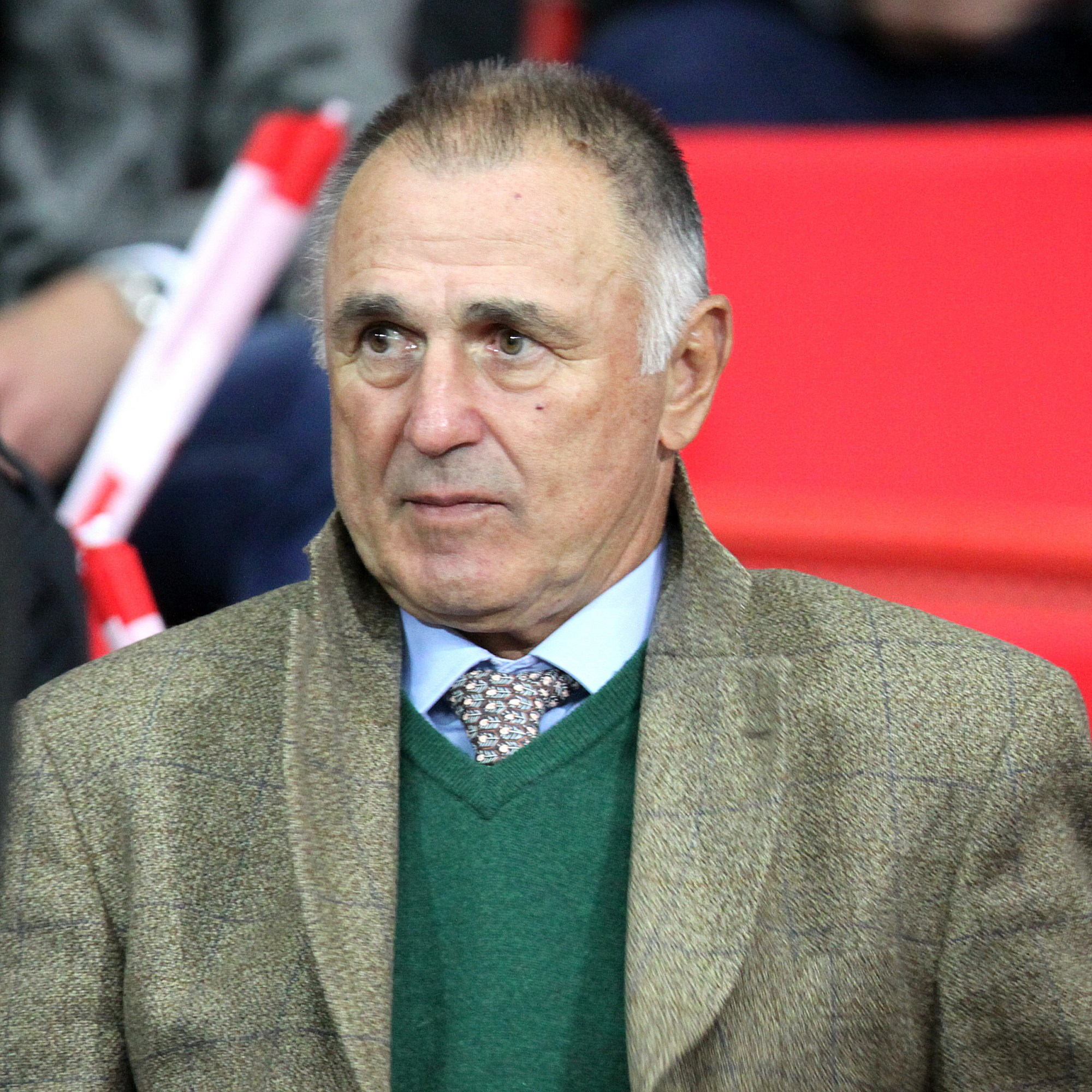
August Starek (* 1945)

- Stárek, Jiří (1923–2011), tschechischer Dirigent
- Starer, Robert (1924–2001), amerikanischer Komponist und Pianist
- Starewicz, Artur (1917–2014), polnischer Politiker (PZPR), Mitglied des Sejm (PZPR), Botschafter im Vereinigten Königreich
- Starewicz, Władysław (1882–1965), polnischer Puppentrickfilmer, Pionier der Stop-Motion-Technik

### Starf
- Starfelt, Carl (* 1995), schwedischer Fußballspieler
- Starffin, Victor (1916–1957), russischstämmiger Baseballspieler in Japan
- Stärfl, Franz (1915–1945), deutscher SS-Hauptscharführer und Lagerführer im KZ-Außenlager Kleinbodungen des KZ Mittelbau
- Starflinger, Josef, deutscher Fußballspieler

### Starg
- Stargardt, Ernst (1883–1954), deutscher Jurist und Politiker (CDU), MdV
- Stargardt, Joseph A. (1822–1885), deutscher Verlagsbuchhändler
- Stargardt, Karl (1875–1927), deutscher Ophthalmologe
- Stargardt, Nicholas (* 1962), australischer Historiker
- Stargardt, Otto (1874–1967), deutscher Jurist und Überlebender des Holocaust
- Stargardt, Tom (* 1979), deutscher Wirtschaftswissenschaftler
- Stargell, Willie (1940–2001), US-amerikanischer Baseballspieler

### Starh
- Starhawk (* 1951), US-amerikanische Schriftstellerin
- Starhemberg, Camillo (1835–1900), österreichischer Politiker
- Starhemberg, Eberhard IV. von (1360–1429), Erzbischof von Salzburg
- Starhemberg, Emanuel Michael von (1708–1771), k. k. General-Feldzeugmeister und Inhaber des Infanterie-Regimentes Nr. 24
- Starhemberg, Erasmus I. von (1503–1560), österreichischer Adeliger

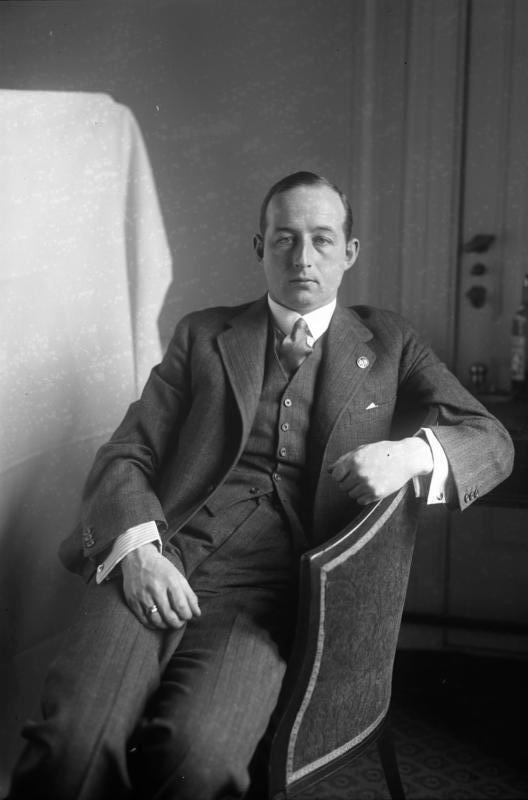
Ernst Rüdiger Starhemberg (1899–1956)

- Starhemberg, Ernst Rüdiger (1899–1956), österreichischer Politiker und HeimwehrführerErnst Rüdiger Starhemberg (1899–1956)
- Starhemberg, Ernst Rüdiger von (1638–1701), Verteidiger Wiens bei der Zweiten Türkenbelagerung 1683
- Starhemberg, Ernst Rüdiger von (1861–1927), österreichischer Großgrundbesitzer und Politiker, Landtagsabgeordneter
- Starhemberg, Fanny (1875–1943), österreichische Politikerin (CS), Mitglied des Bundesrates, Funktionärin des Roten Kreuzes
- Starhemberg, Franz Ottokar von (1662–1699), kaiserlicher Diplomat
- Starhemberg, Georg Adam von (1724–1807), österreichischer Diplomat, Minister und Obersthofmeister
- Starhemberg, Gotthard von († 1493), Landeshauptmann ob der Enns
- Starhemberg, Guido von (1657–1737), österreichischer General
- Starhemberg, Gundaker Thomas (1663–1745), österreichischer Finanzfachmann und Präsident der Ministerialbancodeputation
- Starhemberg, Johann IV. (1412–1474), Landeshauptmann ob der Enns
- Starhemberg, Johann Ludwig Adam von (1717–1778), österreichischer Feldmarschall-Lieutenant, einer der ersten Ritter des Maria-Theresia-Ordens
- Starhemberg, Konrad Balthasar von (1612–1687), Statthalter von Niederösterreich
- Starhemberg, Ludwig von (1762–1833), österreichischer Adliger und Diplomat
- Starhemberg, Maria Eva Sophia von (1722–1773), Landgräfin von Hessen-Rotenburg
- Starhemberg, Maximilian Adam Franz von (1669–1741), k. k. Feldmarschall
- Starhemberg, Maximilian Lorenz von († 1689), kaiserlicher Generalfeldmarschall und (ab 1679) Kommandant der Festung Philippsburg
- Starhemberg, Ottokar von (1681–1733), österreichischer General
- Starhemberg, Ulrich von († 1486), Landeshauptmann ob der Enns

### Stari
- Staribacher, Andreas (* 1957), österreichischer Steuerberater und PolitikerAndreas Staribacher (* 1957)

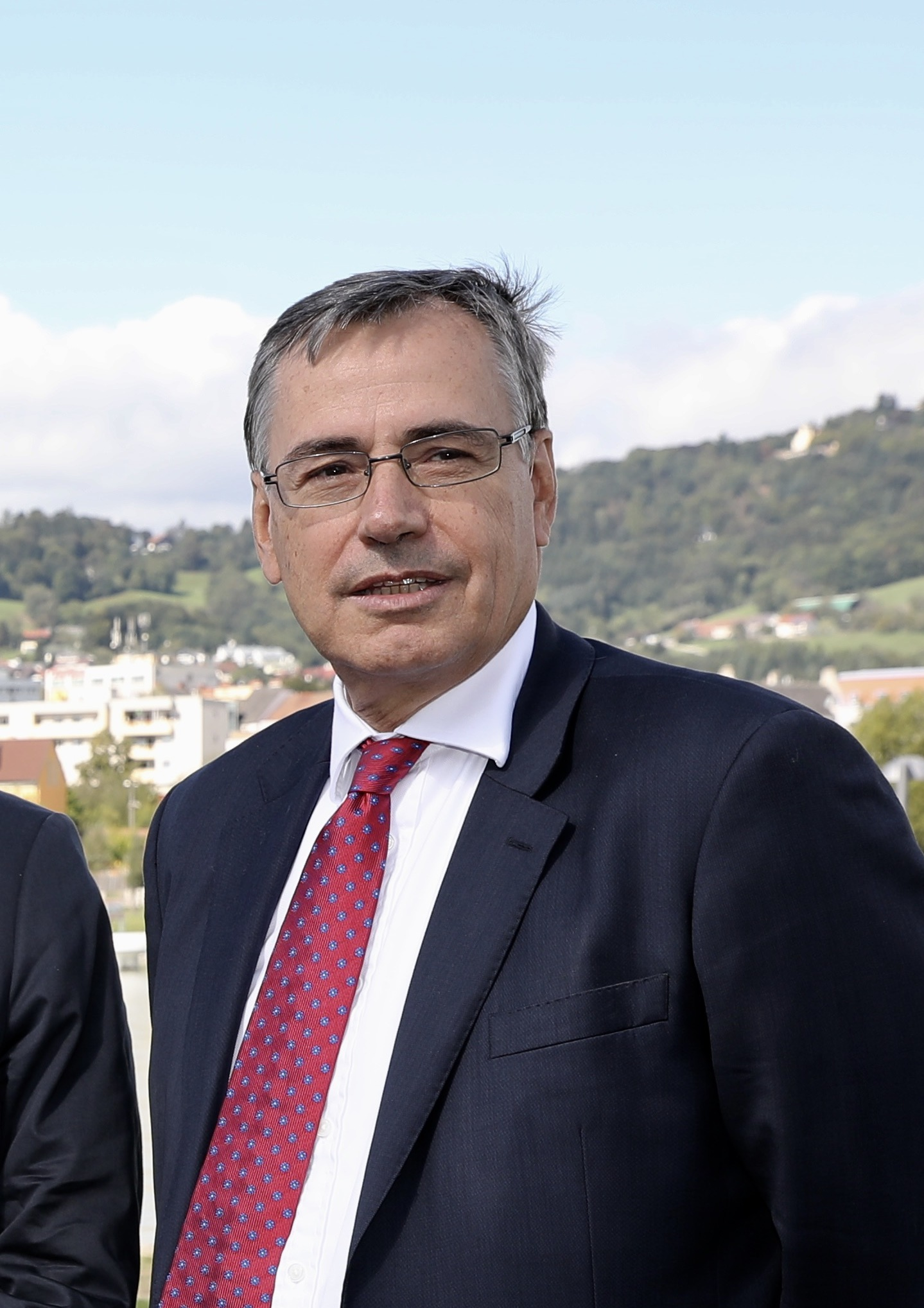
Andreas Staribacher (* 1957)

- Staribacher, Josef (1921–2014), österreichischer Politiker (SPÖ), Abgeordneter zum Nationalrat und Bundesminister, Widerstandskämpfer gegen den Nationalsozialismus
- Staribacher, Wolfgang (* 1955), österreichischer Musiker
- Staricius, Johannes, deutscher Dichter, Jurist, Komponist und Alchemist
- Starik, F. (1958–2018), niederländischer Dichter und Künstler
- Starik, Nadeschda Alexandrowna (* 1984), russische Biathletin
- Starikoff, Vicente (* 1995), chilenischer Fußballspieler
- Starikow, Nikolai Wiktorowitsch (* 1970), russischer Politiker, Schriftsteller und Publizist
- Starikow, Sergei Wiktorowitsch (* 1958), russischer Eishockeyspieler
- Starikow, Wladimir Sergejewitsch (1919–1987), russischer Sinologe, Ethnologe und Landwirtschaftshistoriker
- Starikowa, Ljubow Wladimirowna (* 1996), russische Naturbahnrodlerin
- Starikowa, Walentina Iwanowna (* 1949), sowjetische bzw. russische Pianistin und Hochschullehrerin
- Starin, John H. (1825–1909), US-amerikanischer Politiker
- Staring, Bryan (* 1987), australischer Motorradrennfahrer
- Staring, Hubert-Evrard (1902–1945), belgischer römisch-katholischer Geistlicher, Benediktiner und Märtyrer
- Starink, Ed (* 1952), niederländischer Studiomusiker, Komponist, Arrangeur und Musikproduzent
- Starink, Mike (* 1970), niederländischer Hörfunk-/Fernsehmoderator und Schauspieler
- Starinowa, Olga Leonardowna (* 1963), sowjetische bzw. russische Physikerin und Hochschullehrerin
- Starischka, Stephan (* 1946), deutscher Sportwissenschaftler
- Starita, Al, US-amerikanischer Jazzmusiker
- Staritz, Dietrich (1934–2020), deutscher Politikwissenschaftler, Agent der DDR-Staatssicherheit
- Staritz, Joachim (1932–2001), deutscher Hörspielregisseur
- Staritz, Katharina (1903–1953), deutsche evangelische Theologin
- Staritz, Rudolf (1921–2021), deutscher Nachrichtentechniker

### Stark
- Stark, Adele von (1859–1923), österreichische Emailkünstlerin
- Stark, Adolf (1873–1943), böhmisch-österreichischer Schriftsteller und Arzt
- Stark, Adolf (* 1950), österreichischer Politiker (FPK), Kärntner Landtagsabgeordneter
- Stark, Agneta (* 1946), schwedische Wirtschaftswissenschaftlerin
- Stark, Albin (1885–1960), schwedischer Architekt
- Stark, Anton (1929–2018), deutscher Jurist und Politiker (CDU), MdB
- Stark, Archie (1897–1985), US-amerikanischer Fußballspieler
- Stark, Augustin (1771–1839), deutscher Naturforscher, Lehrer und Domherr
- Stark, Barbara (* 1959), deutsche Kunsthistorikerin, Leiterin der Städtischen Wessenberg-Galerie in Konstanz
- Stark, Benjamin (1820–1898), US-amerikanischer Politiker
- Stark, Billy (* 1956), schottischer Fußballspieler und -trainer
- Stark, Bobby (1906–1946), US-amerikanischer Jazz-Trompeter
- Stark, Britta (* 1963), deutsche Politikerin (SPD), MdL
- Stark, Carsten (* 1966), deutscher Soziologe und Korruptionsforscher
- Stark, Chris (* 1996), deutscher Zauberkünstler, Moderator und Showman
- Stark, Christian (* 1968), deutscher Hörspiel- und Synchronsprecher
- Stark, Christian Ludwig Wilhelm (1790–1818), deutscher evangelischer Theologe
- Stark, Christian Martin Leopold (1761–1837), Landkommissar zu Buttelstedt
- Stark, Christin (* 1989), deutsche SchlagersängerinChristin Stark (* 1989)

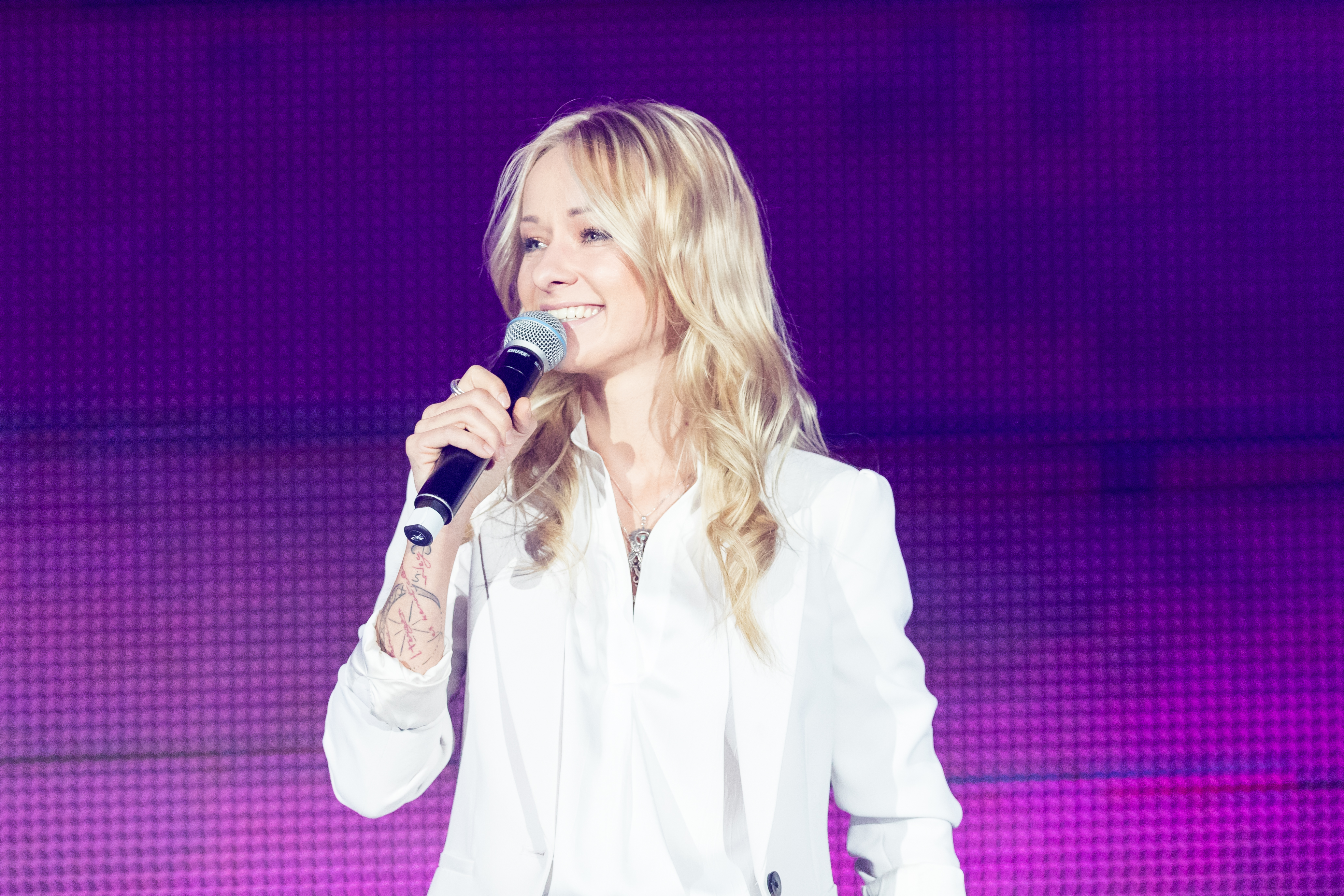
Christin Stark (* 1989)

- Stark, Christoph (* 1965), deutscher Film- und Fernsehregisseur und Drehbuchautor
- Stark, Christoph (* 1967), österreichischer Politiker (ÖVP) und Abgeordneter zum Nationalrat
- Stark, Christoph (* 1980), deutscher Freestyle-Skifahrer
- Stark, Chynae (* 1998), neuseeländische Volleyballspielerin
- Stark, Curt A. (1880–1916), deutscher Schauspieler und Filmregisseur
- Stark, Daniel (* 1976), Schweizer Basketballspieler
- Stark, Dominic (* 1982), Schweizer Basketballspieler
- Stark, Dominikus (* 1973), deutscher Architekt
- Stark, Dominique (* 1988), Schweizer Radsportler
- Stark, Don (* 1954), US-amerikanischer Schauspieler
- Stark, Edmund (1909–2004), deutscher Richter in der Zeit des Nationalsozialismus und in der Bundesrepublik
- Stärk, Ekkehard (1958–2001), deutscher Altphilologe
- Stark, Ekkehart (1947–2022), deutscher Maler und Grafiker
- Stark, Elizabeth (1923–2000), schottische Bergsteigerin, Sprachtherapeutin
- Stark, Elli (* 1980), Schauspielerin
- Stark, Emil Wilhelm (1920–2006), Schweizer Rechtswissenschaftler
- Stark, Ethel (1910–2012), kanadische Dirigentin, Violinistin und Musikpädagogin
- Stark, Eugen (1936–2021), österreichischer Schauspieler
- Stark, Ferdinand (1926–2001), deutscher Jurist und Politiker (CDU)
- Stark, Frank (* 1966), deutscher Spieleautor
- Stark, Franz (1818–1880), deutscher Philologe und Politiker
- Stark, Franz (1901–1982), amerikanisch-deutscher Nationalsozialist
- Stark, Franz (1916–1991), Schweizer römisch-katholischer Geistlicher und Historiker
- Stark, Franz Karl (1873–1952), tschechoslowakischer Politiker
- Stark, Franziska (* 1961), deutsche Poolbillardspielerin
- Stark, Freya Madeline (1893–1993), britische Orient- und Forschungsreisende, ReiseschriftstellerinFreya Madeline Stark (1893–1993)

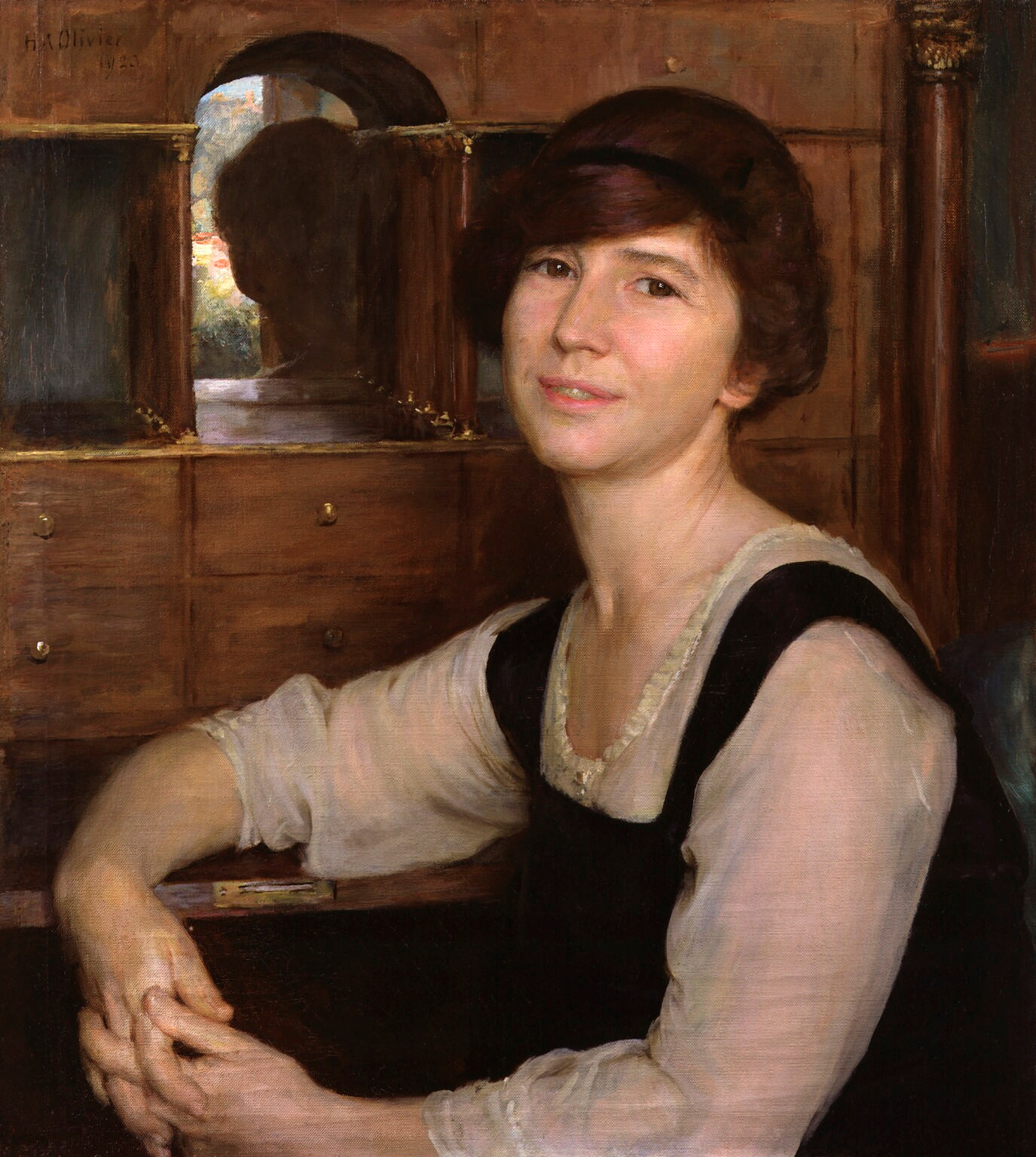
Freya Madeline Stark (1893–1993)

- Stärk, Friedrich (1891–1969), deutschamerikanischer Pianist, Dirigent, Komponist und Musikarrangeur in Hollywood
- Stark, George (* 1933), amerikanischer Molekularbiologe und Biochemiker
- Stark, Grace (* 2001), US-amerikanische Hürdenläuferin
- Stark, Graham (1922–2013), britischer Komödiant, Schauspieler, Autor und Regisseur
- Stark, Günther (1889–1970), deutscher Schauspieler, Dramaturg, Regisseur und Intendant
- Stark, Gustl (1917–2009), deutscher Maler und Graphiker
- Stark, Hans (1921–1991), deutscher SS-Unterscharführer
- Stark, Hans (* 1950), deutscher Handwerker und Senator (Bayern)
- Stark, Hans-Peter (* 1954), deutscher Fußballspieler
- Stark, Harald (* 1966), deutscher Schriftsteller und Heimatforscher
- Stark, Harold (* 1939), US-amerikanischer Mathematiker
- Stark, Harold R. (1880–1972), Admiral der United States Navy und achter Chief of Naval Operations
- Stark, Heinrich (1928–2023), deutscher Richter am Bundessozialgericht
- Stark, Heinrich Eduard (1802–1844), deutscher Kupferstecher und Architekt
- Stärk, Hermann Josef (1862–1936), deutscher Bildhauer
- Stark, Holger (* 1962), deutscher Apotheker und Hochschulprofessor
- Stark, Holger (* 1967), deutscher Biochemiker
- Stark, Holger (* 1970), deutscher Journalist
- Stark, Horst (* 1934), deutscher Schauspieler und Synchronsprecher
- Stark, Immanuel (* 1994), deutscher Radrennfahrer
- Stark, Isolde (* 1945), deutsche Althistorikerin und Kinderbuchautorin
- Stark, Jakob (* 1958), Schweizer Politiker (SVP)
- Stark, Jakob (* 1982), deutscher Kameramann
- Stark, Johann Christian der Ältere (1753–1811), deutscher Mediziner
- Stark, Johann Christian der Jüngere (1769–1837), deutscher Mediziner
- Stark, Johannes (1874–1957), deutscher Physiker, Träger des Nobelpreises für Physik und Anhänger des Nationalsozialismus sowie Vertreter der sogenannten Deutschen PhysikJohannes Stark (1874–1957)

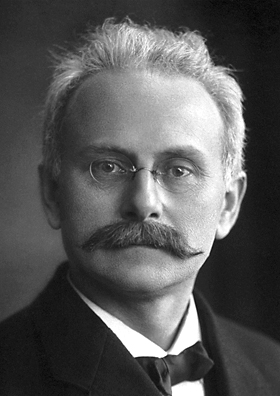
Johannes Stark (1874–1957)

- Stark, John (1728–1822), US-amerikanischer General im Amerikanischen Unabhängigkeitskrieg
- Stark, Jonas (* 1972), schwedischer Fußballspieler
- Stark, Jonas (* 1998), deutscher Pianist
- Stark, Jonathan (* 1952), US-amerikanischer Schauspieler, Drehbuchautor und Fernsehproduzent
- Stark, Jonathan (* 1971), US-amerikanischer Tennisspieler
- Stärk, Josef (1853–1935), deutscher Bildhauer
- Stark, Josef August (1782–1838), österreichischer Maler, Grafiker und Kunstpädagoge
- Stark, Joseph Franz Xaver (1750–1816), deutscher katholischer Theologe
- Stark, Julia (* 1987), deutsche Schauspielerin
- Stark, Julian (* 2001), deutscher Fußballspieler
- Stark, Julie (* 1991), deutsche Schauspielerin
- Stark, Jürgen (* 1948), deutscher Ökonom, Vize-Präsident der Deutschen Bundesbank
- Stark, Jürgen (* 1957), deutscher Autor und Journalist zur Popmusik
- Stark, Juri Karlowitsch (1878–1950), russischer Seeoffizier und Admiral
- Štark, Karel (* 1942), tschechoslowakischer Radrennfahrer
- Stark, Karl (1836–1897), deutscher Psychiater
- Stark, Karl (1921–2011), österreichischer bildender Künstler
- Stark, Karl Bernhard (1824–1879), deutscher Klassischer Archäologe und Hochschullehrer
- Stark, Karl Wilhelm (1787–1845), deutscher Mediziner
- Stark, Katharina (* 1998), deutsche SchauspielerinKatharina Stark (* 1998)

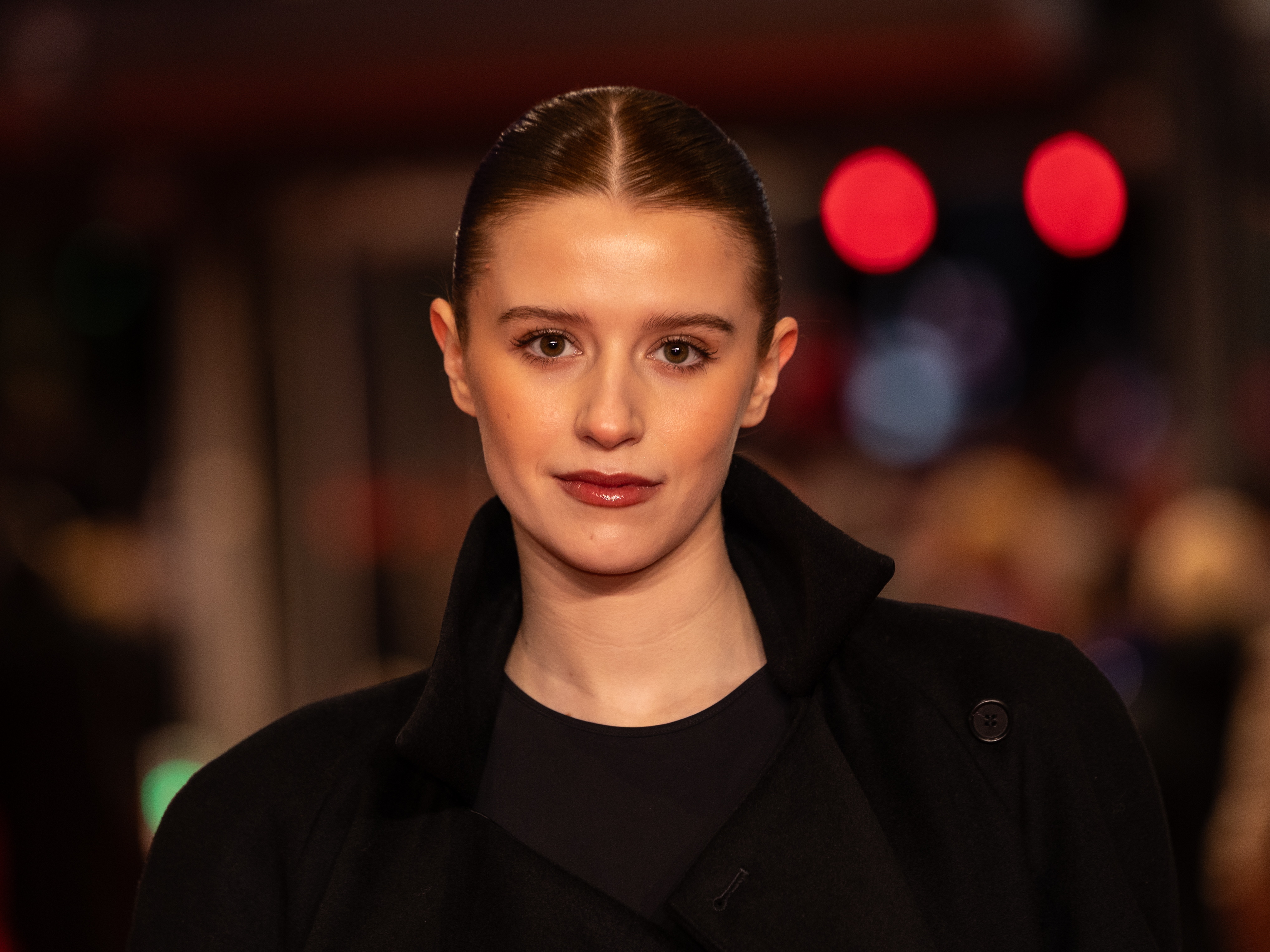
Katharina Stark (* 1998)

- Stark, Kilian (* 1986), österreichischer Politiker (Grüne), Landtagsabgeordneter
- Stärk, Klaus (* 1954), deutscher Fußballtrainer
- Stark, Koo (* 1956), US-amerikanische Schauspielerin, Model und Fotografin
- Stark, Kurt (1858–1934), sächsischer Generalleutnant
- Stark, Lars (* 1983), deutscher Schachspieler
- Stark, Leonhard (* 1894), deutscher Prophet und Inflationsheiliger
- Stärk, Leonhard (* 1959), deutscher Jurist und Manager
- Stark, Linda (* 1988), deutsche Sängerin und Songwriterin für Popmusik
- Stark, Linda (* 2001), deutsche Politikerin (Die Linke), MdL
- Stark, Lloyd C. (1886–1972), US-amerikanischer Politiker
- Stark, Lothar (1876–1944), deutscher Filmproduzent und Filmverleiher
- Stark, Lothar (1912–2003), deutscher evangelischer Pastor und Landessuperintendent
- Stark, Ludwig (1831–1884), deutscher Pianist, Komponist und Hochschullehrer
- Stark, Ludwig (1851–1917), deutscher Dramaturg, Spielleiter, Schauspieler und Professor in München
- Stark, Manuel (* 1992), deutscher Journalist und Autor
- Stark, Marco (* 1981), deutscher Fußballspieler
- Stark, Marco (* 1993), österreichischer Fußballspieler
- Stark, Mario (* 1992), deutscher Handballspieler
- Stark, Max (1871–1939), deutscher Architekt
- Stark, Meinhard (* 1955), deutscher Pädagoge, Publizist und Historiker
- Stark, Michael (1877–1953), österreichischer Geologe, Mineraloge und Petrograph
- Stark, Michaela (* 1978), deutsche Klassische Archäologin
- Stark, Milva (* 1982), deutsch-schweizerische Schauspielerin
- Stark, Miriam T. (* 1962), US-amerikanische Archäologin
- Stark, Mirko (* 1973), deutscher Fußballspieler
- Stark, Myriam (* 1962), deutsche Schauspielerin und HörspielsprecherinMyriam Stark (* 1962)

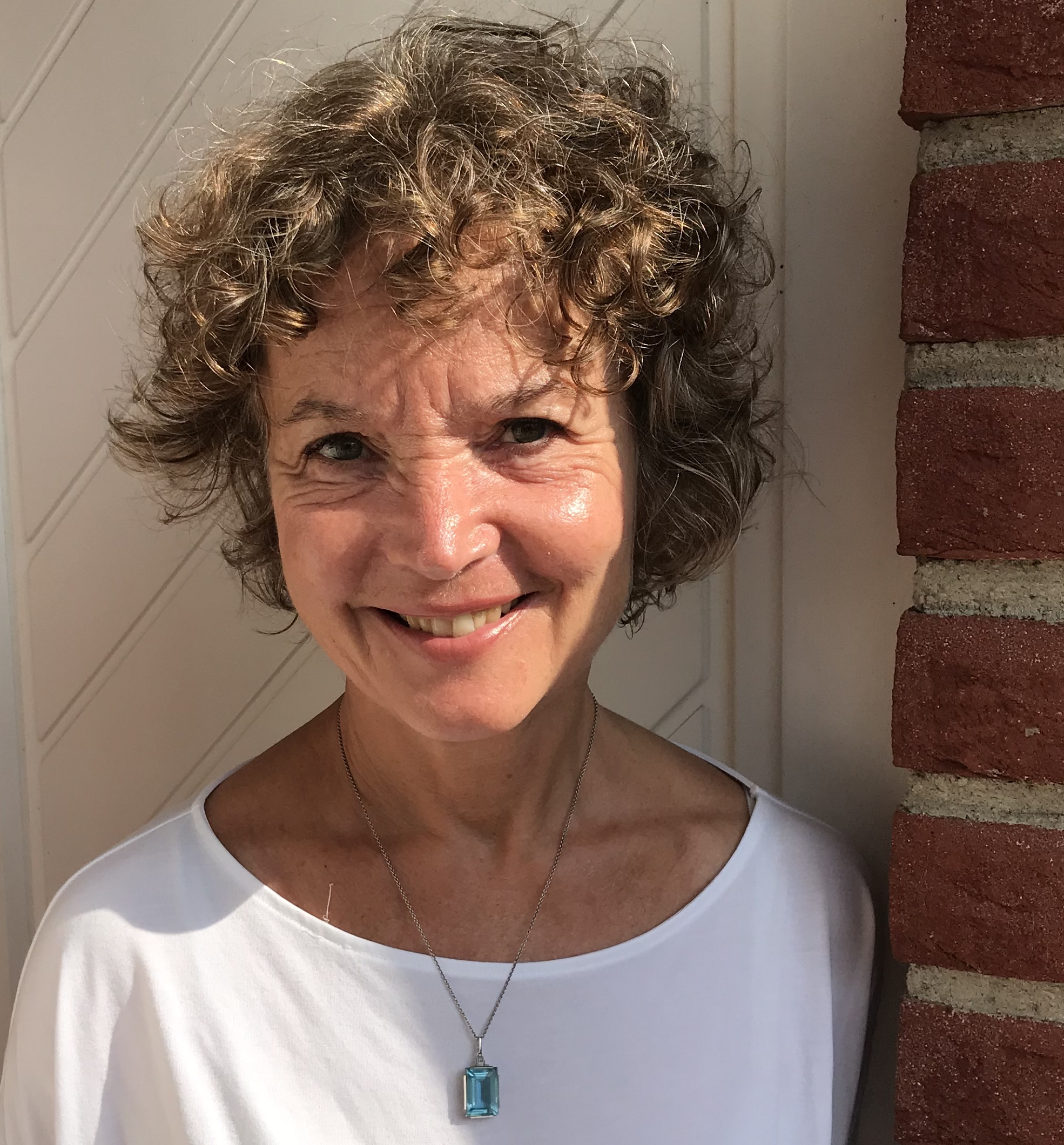
Myriam Stark (* 1962)

- Stark, Nele (* 2003), deutsche Sportschützin
- Stark, Niklas (* 1995), deutscher Fußballspieler
- Stark, Nikolaus (* 1931), deutscher Künstler und Geistlicher
- Stark, Nurit (* 1979), israelische Violinistin, Bratschistin und Hochschullehrerin
- Stark, Oliver (* 1991), britischer Schauspieler
- Stark, Otto (1859–1926), amerikanischer Impressionist
- Stark, Otto (1922–2018), österreichischer Kabarettist und Schauspieler
- Stärk, Otto-Julius (1913–2003), deutscher Zoologe
- Stark, Pete (1931–2020), amerikanischer Politiker (Demokratische Partei)
- Stark, Peter (1888–1932), deutscher Botaniker
- Stark, Phil (1919–1992), deutscher Opernsänger (Tenor)
- Stark, Philipp (* 1987), deutscher Politiker (parteilos)
- Stärk, Ralf (* 1973), deutscher Eishockeyspieler
- Stark, Ray (1914–2004), US-amerikanischer Filmproduzent
- Stark, Richard (1903–1991), deutscher Politiker (SPD, KPD)
- Stark, Rocco (* 1986), deutscher Schauspieler und SängerRocco Stark (* 1986)

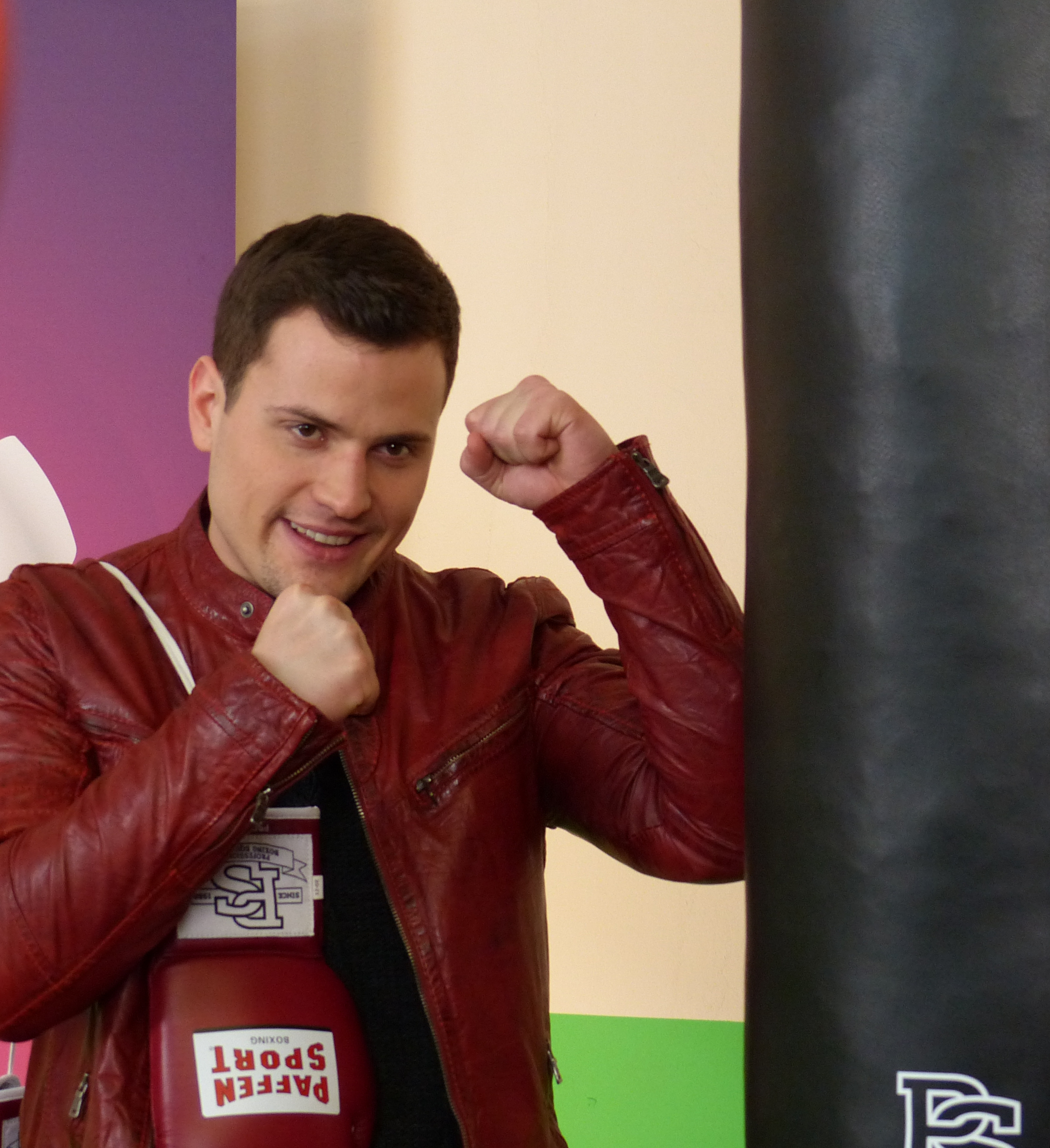
Rocco Stark (* 1986)

- Stark, Rodney (1934–2022), US-amerikanischer Religionssoziologe
- Stark, Roland (* 1951), Schweizer Politiker
- Stark, Rudi (1914–1989), deutscher Schauspieler und Regisseur
- Stark, Rudolf (1912–1966), deutscher Klassischer Philologe
- Stark, Rudolf (* 1948), österreichischer Politiker (FPÖ), Landtagsabgeordneter
- Stark, Rudolf (* 1952), deutscher Eishockeyspieler
- Stark, Sebastian (* 2000), österreichischer Politiker der Österreichischen Volkspartei (ÖVP)
- Stark, Siegfried (1940–2011), deutscher Fußballspieler
- Stark, Siegfried (* 1955), deutscher Leichtathlet und Olympiateilnehmer
- Stark, Thomas Heinrich (* 1960), deutscher PhilosophThomas Heinrich Stark (* 1960)

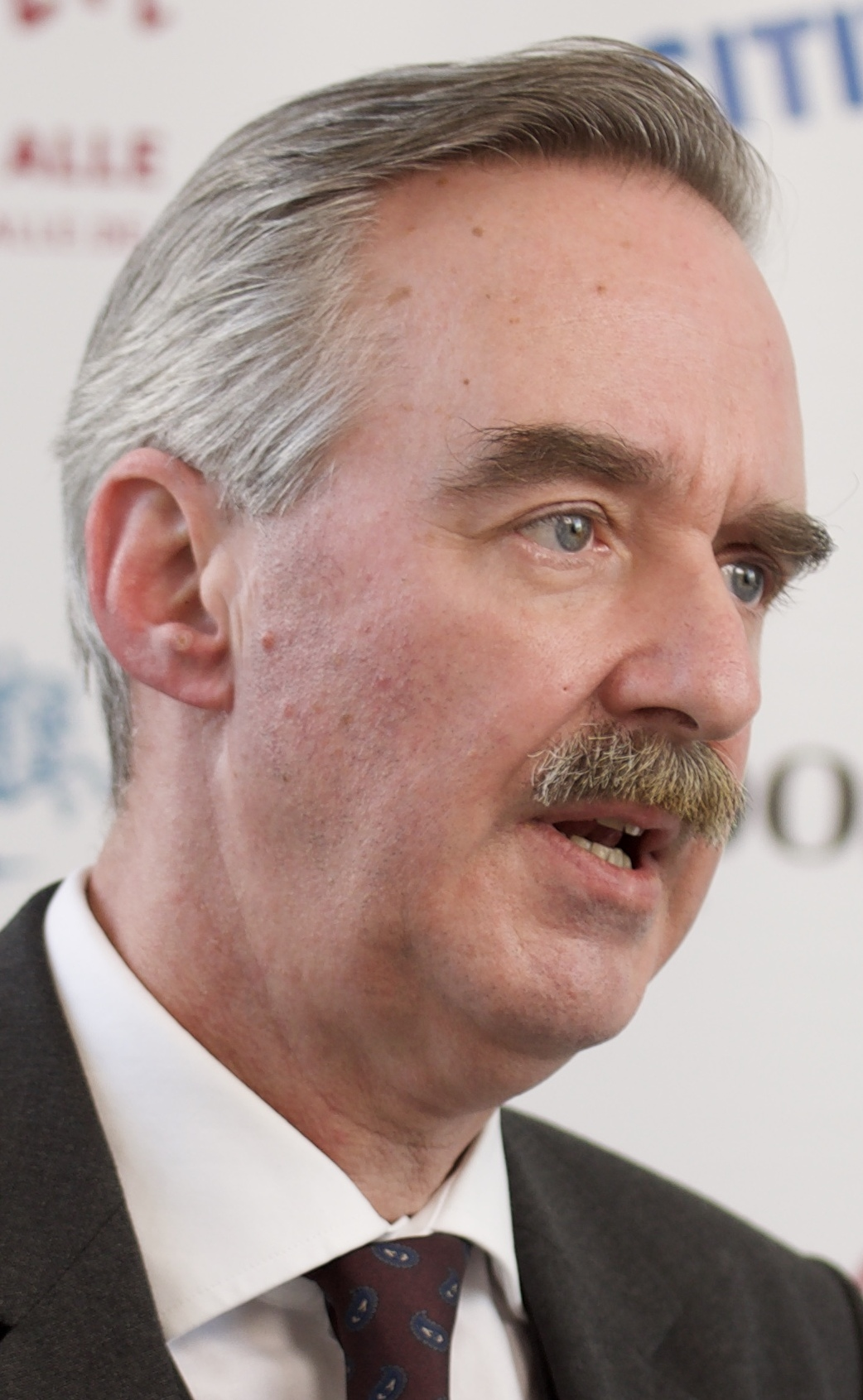
Thomas Heinrich Stark (* 1960)

- Stark, Traudl (1930–2021), österreichische Schauspielerin und Kinderdarstellerin im deutschen Film
- Stark, Udo (* 1947), deutscher Auftragsmanager
- Stark, Ulf (1944–2017), schwedischer Schriftsteller und Drehbuchautor
- Stark, Ulrich (* 1943), deutscher Regisseur
- Stark, Walter (1924–2009), deutscher Historiker
- Stark, Wenzel (1870–1928), deutscher Politiker (USPD), Abgeordneter des Oldenburger Landtags
- Stark, Werner (1909–1985), britisch-US-amerikanischer Soziologe
- Stark, William Ledyard (1853–1922), US-amerikanischer Politiker
- Stark, Winfried (* 1955), deutscher Musiker und Orchesterleiter
- Stark, Wolfgang (* 1969), deutscher Fußballschiedsrichter
- Stärk, Yanek, deutscher Musiker, Songwriter und Musikproduzent
- Stark, Yannick (* 1990), deutscher Fußballspieler
- Stark, Zoey (* 1994), amerikanische Wrestlerin
- Stark-Iochmans, Jeanne († 2020), belgische Pianistin
- Stark-Voit, Renate (* 1953), deutsche Musikwissenschaftlerin in Wien
- Stark-Watzinger, Bettina (* 1968), deutsche Politikerin (FDP)Bettina Stark-Watzinger (* 1968)

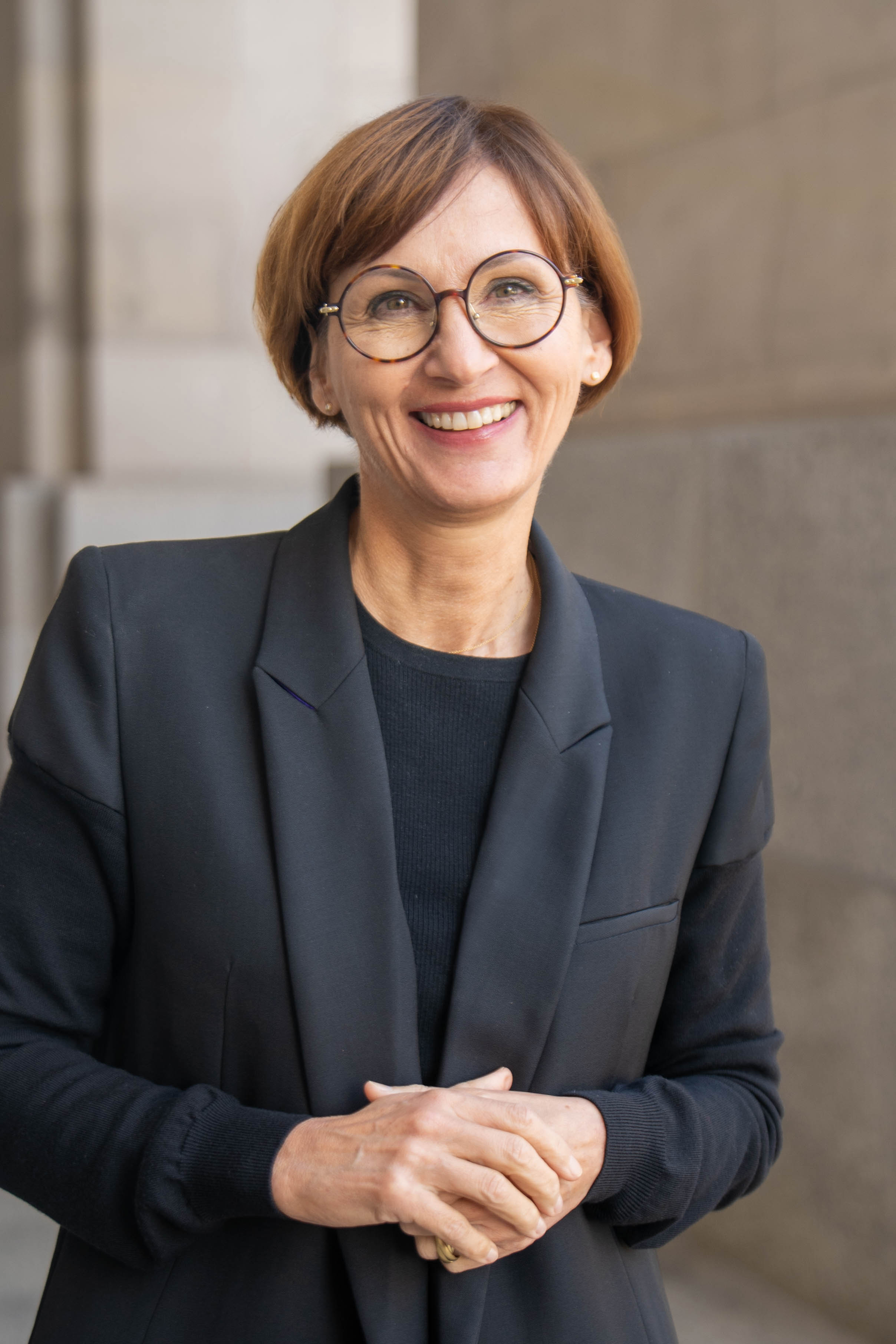
Bettina Stark-Watzinger (* 1968)

#### Starkb
- Starkbaum, Bernhard (* 1986), österreichischer Eishockeyspieler
- Starkbaum, Josef (1934–2023), österreichischer Ballonfahrer

#### Starke
- Starke Hedlund, Sebastian (* 1995), schwedischer Fußballspieler
- Starke, Adolph Traugott Eduard (1793–1858), deutscher Politiker
- Starke, Andrasch (* 1974), deutscher Jockey im GaloppsportAndrasch Starke (* 1974)

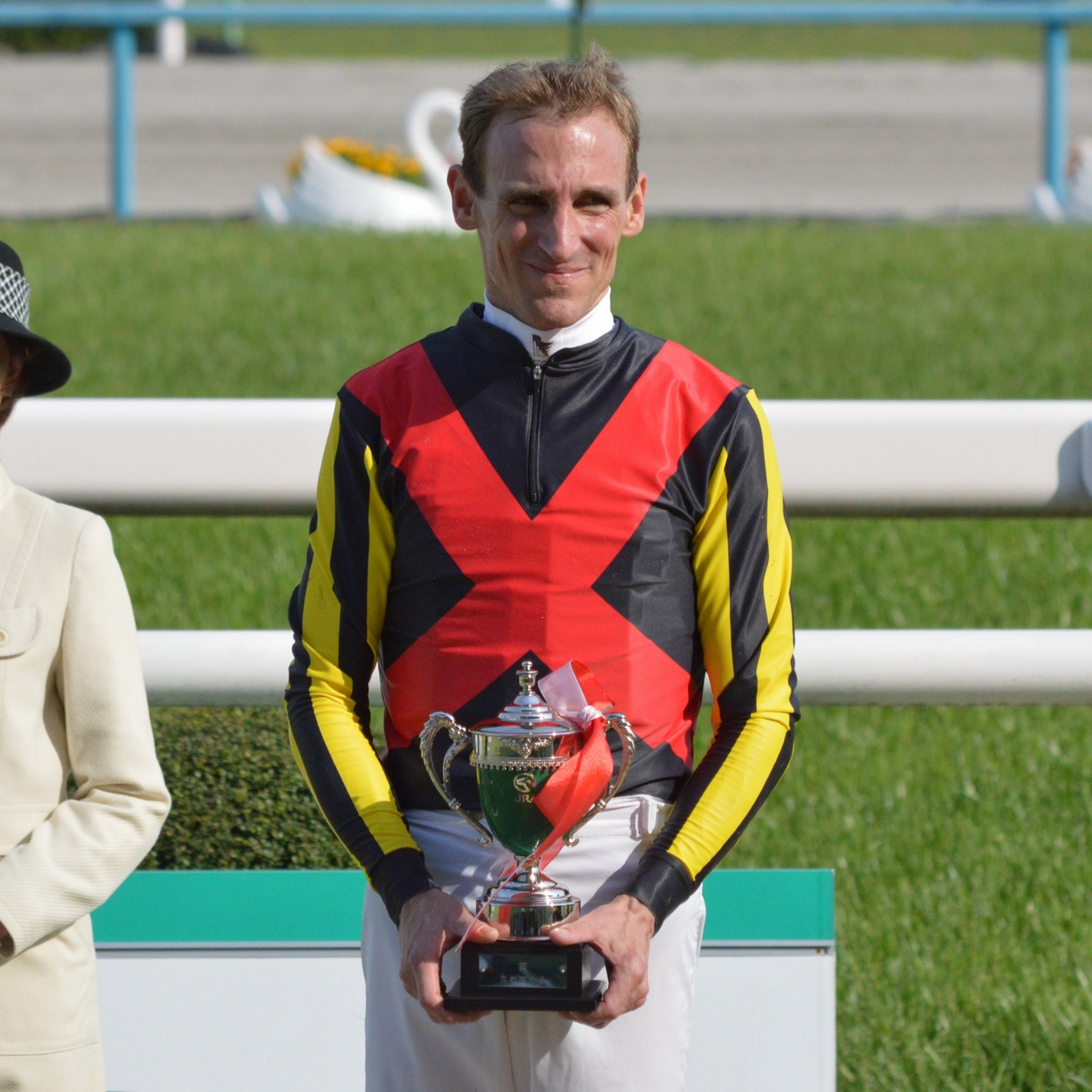
Andrasch Starke (* 1974)

- Starke, Andreas (* 1956), deutscher Politiker (SPD)
- Starke, Annie (* 1988), US-amerikanische Schauspielerin
- Starke, Anthony (* 1963), US-amerikanischer Schauspieler
- Starke, Bärbel (* 1951), deutsche Handballspielerin
- Starke, Benjamin (* 1986), deutscher Schwimmer
- Starke, Christoph (1684–1744), deutscher evangelischer Theologe
- Starke, Dorothea (1902–1943), deutsche Mathematikerin
- Starke, Frank, deutscher Altorientalist
- Starke, Friedrich (1774–1835), deutscher Hornist, Kapellmeister und Komponist
- Starke, Gerd (1930–2019), deutscher Klarinettist
- Starke, Gerhard (* 1927), deutscher Fußballspieler
- Starke, Gotthelf Wilhelm Christoph (1762–1830), deutscher evangelischer Theologe und Pädagoge
- Starke, Gotthold (1896–1968), deutscher Journalist und Diplomat
- Starke, Günter (1927–2008), deutscher Germanist, Sprachwissenschaftler und Hochschullehrer
- Starke, H. F. G. (1916–1996), deutscher Journalist
- Starke, Hans-Jürgen (1940–2020), deutscher Grafiker, Cartoonist und Karikaturist
- Starke, Heinz (1911–2001), deutscher Politiker (FDP, CSU), MdB, MdEP
- Starke, Holger (* 1962), deutscher Historiker und Autor
- Starke, Ipke (* 1965), deutscher Komponist und Hochschullehrer
- Starke, Johann Christian († 1840), preußischer Landrat sowie Erb-, Lehn- und Gerichtsherr zu Kleinlauchstädt
- Starke, Johann Christian Thomas (1764–1840), deutscher Kupferstecher
- Starke, Johann Ludwig (1723–1769), Schauspieler
- Starke, Johanna Christiana (1731–1809), deutsche Schauspielerin
- Starke, Klaus (1937–2024), deutscher Pharmakologe
- Starke, Kurt (* 1938), deutscher Sexualwissenschaftler, Jugendforscher, Soziologe und Autor
- Starke, Lothar (1938–2011), deutscher Urologe und Politiker (SPD), MdL
- Starke, Manfred (* 1935), deutscher Philosophie- und Literaturhistoriker (Romanist)
- Starke, Manfred (* 1991), namibischer FußballspielerManfred Starke (* 1991)

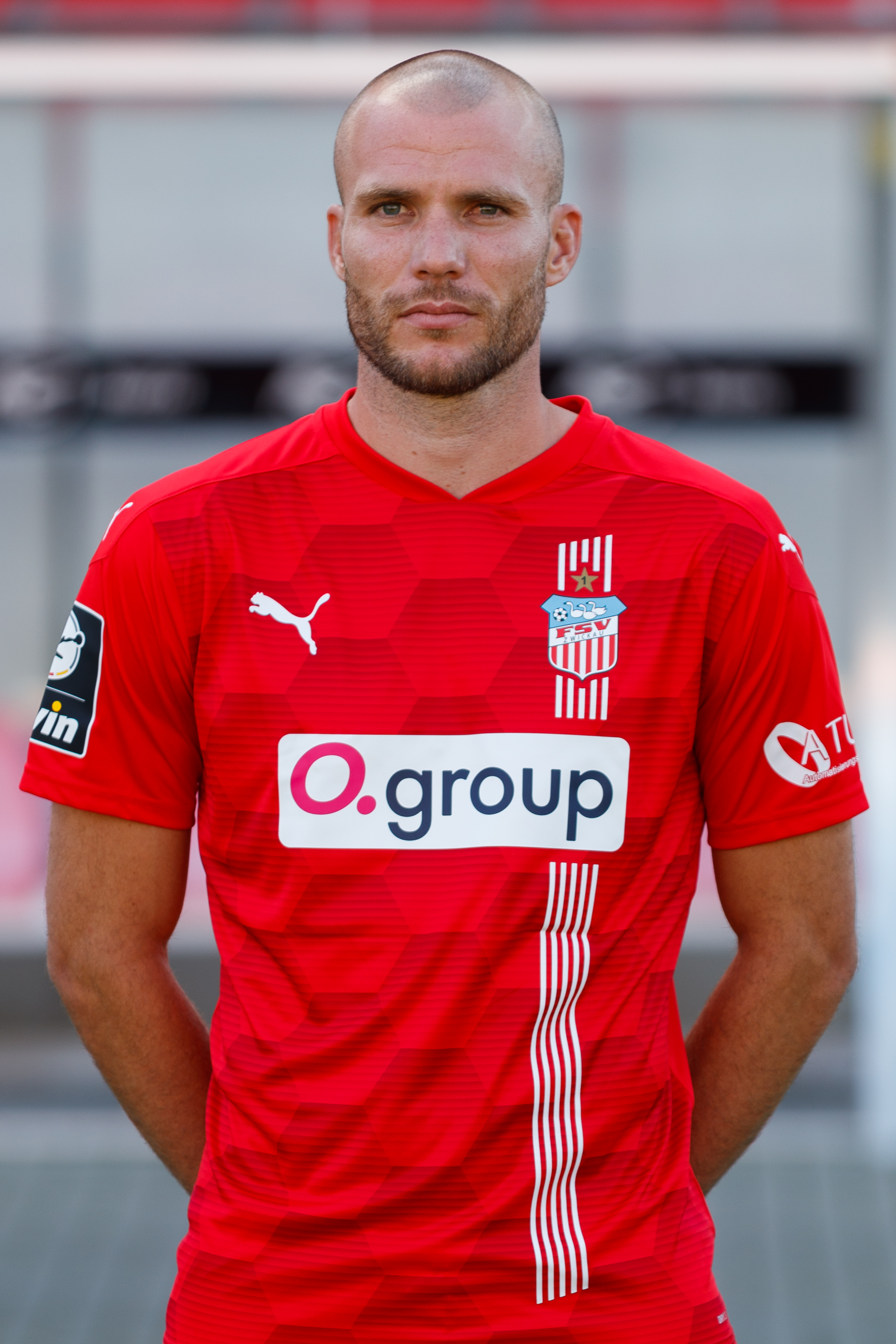
Manfred Starke (* 1991)

- Starke, Mariana (1762–1838), britische Schriftstellerin und Übersetzerin
- Starke, Michael (* 1969), deutscher Komponist, Pianist und Musikpädagoge
- Starke, Milen (* 1990), deutsche politische Beamtin (CDU)
- Starke, Ottomar (1886–1962), deutscher Bühnenbildner, Grafiker, Autor und Übersetzer
- Starke, Patrick (* 1988), deutscher Handballspieler
- Starke, Pauline (1901–1977), US-amerikanische Schauspielerin der Stummfilmära
- Starke, Pauline (* 1997), deutsche Judoka
- Starke, Robert (* 1977), kanadisch-australischer Eishockeyspieler
- Starke, Sabrina (* 1979), niederländische Singer-Songwriterin
- Starke, Sandra (* 1993), deutsch-namibische Fußballspielerin
- Starke, Tom (* 1981), deutscher FußballtorhüterTom Starke (* 1981)

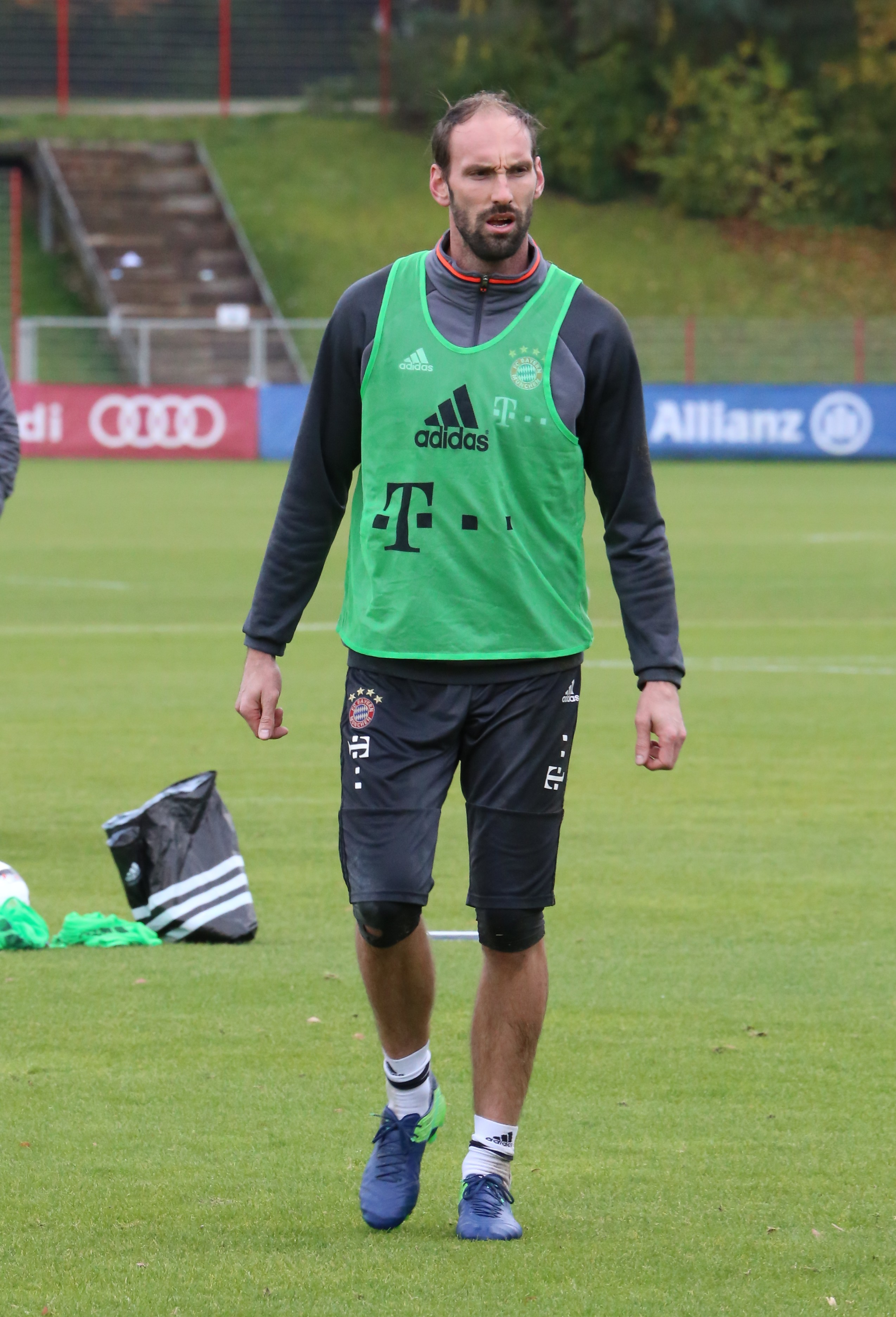
Tom Starke (* 1981)

- Starke, Ute (* 1939), deutsche Turnerin und Europameisterin
- Starke, Volker (1920–2002), deutscher Journalist und Politiker (CDU)
- Starke, Werner († 1584), deutscher Jurist, Sekretär des Hansekontors in Bergen und Ratssekretär der Hansestadt Lübeck
- Starke, Werner (* 1936), deutscher Geograph, Bergsteiger und Fotograf
- Starke, Wilhelm (1866–1934), deutscher Vizeadmiral der Kaiserlichen Marine
- Starke, Wilhelm Ernst (1692–1764), deutscher reformierter Theologe und Philologe
- Starke, Wilhelm Friedrich (1885–1941), deutscher Konteradmiral der Reichsmarine
- Starke, Wolfram (1922–2011), deutscher Fußballspieler
- Starke, Wolfram (* 1932), deutscher Architekt
- Starke-Goldschmidt, Käthe (1905–1990), deutsche Theaterwissenschaftlerin und Überlebende des Holocaust
- Starkebaum, Jan, deutscher Journalist und Fernsehmoderator
- Starkenstein, Emil (1884–1942), tschechoslowakischer Pharmakologe und Mediziner
- Starkenstein, Magda (1917–2011), niederländisch-tschechoslowakische Kunsthistorikerin, Kunstkritikerin, Übersetzerin und Dolmetscherin
- Starker, Erwin (1872–1938), deutscher Maler des Impressionismus
- Starker, Franz (1881–1937), deutscher Steinbildhauer und Politiker (SPD)
- Stärker, Hubert (1936–2021), deutscher Unternehmer und Politiker (CSU)
- Starker, János (1924–2013), ungarisch-amerikanischer CellistJános Starker (1924–2013)

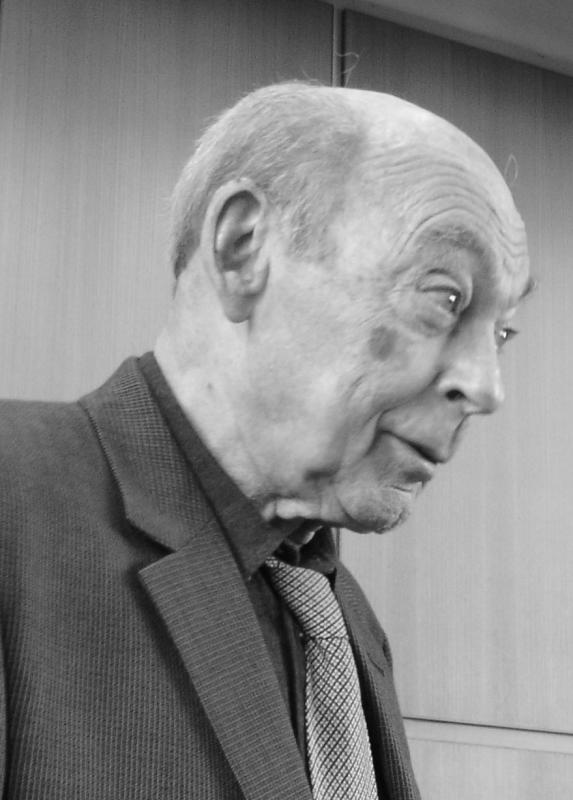
János Starker (1924–2013)

- Starkevičius, Kazimieras (* 1956), litauischer Politiker, Landwirtschaftsminister (seit 2008) und Jurist
- Starkevičiūtė, Margarita (* 1956), litauische Politikerin, MdEP
- Starkey, Carlene, US-amerikanische Badmintonspielerin
- Starkey, David (* 1945), britischer Historiker und Autor
- Starkey, David J. (* 1954), britischer Historiker
- Starkey, Dean (* 1967), US-amerikanischer Stabhochspringer
- Starkey, Dewey (1898–1974), US-amerikanischer Regieassistent
- Starkey, Drew (* 1993), US-amerikanischer Schauspieler
- Starkey, Frank (1892–1968), US-amerikanischer Politiker
- Starkey, George (1628–1665), englischer Iatrochemiker und Alchemist
- Starkey, James Leslie (1895–1938), britischer Archäologe
- Starkey, Steve, US-amerikanischer Filmproduzent
- Starkey, Thomas († 1538), englischer Humanist und politischer Denker
- Starkey, Zak (* 1965), britischer SchlagzeugerZak Starkey (* 1965)

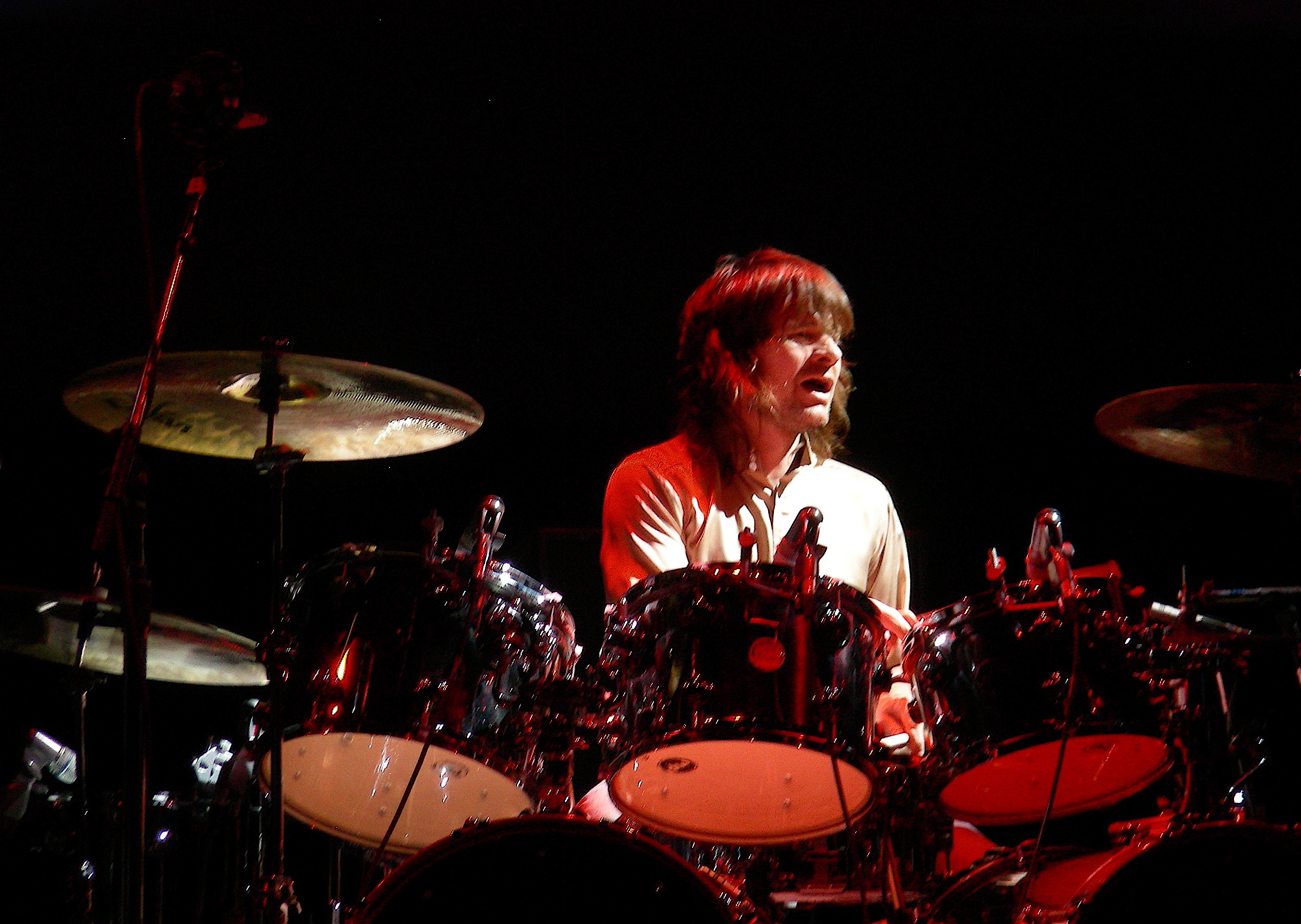
Zak Starkey (* 1965)

#### Starki
- Starkie, Enid (1897–1970), irische Romanistin und Literaturwissenschaftlerin, die in England als Hochschullehrerin wirkte

#### Starkl
- Starkl, Dominic (* 1990), Schweizer Politiker (Grüne)
- Starkl, Dominik (* 1993), österreichischer Fußballspieler
- Starkl, Josef (1929–2005), österreichischer Gärtnereiunternehmer
- Starkl, Michael (* 1982), österreichischer Schauspieler und Akrobatiker
- Starkl, Sebastian (* 1996), österreichischer Fußballspieler
- Stärkle, Hans, Schweizer Motorradrennfahrer
- Starklof, Christian Gottlieb (1740–1817), deutscher Kammerdiener und oldenburgischer Postdirektor
- Starklof, Friedrich Detlev Georg (* 1788), deutscher Jurist und Amtmann
- Starklof, Ludwig (1789–1850), deutscher Jurist, Journalist, Dramaturg und Theaterintendant
- Starkloff, Bernd (* 1944), deutscher Ökonom
- Starkloff, Heinrich Adolf von (1810–1892), königlich württembergischer Generalleutnant

#### Starkm
- Starkmann, Max (1880–1942), österreichischer Violinist und Bratschist

#### Starko
- Starkopf, Anton (1889–1966), estnischer Bildhauer und Maler
- Starkovs, Aleksandrs (* 1955), lettischer Fußballspieler und -trainer
- Starkow, Anatolij (* 1946), ukrainischer Radrennfahrer
- Starkow, Kirill Olegowitsch (* 1987), russisch-dänischer Eishockeyspieler
- Starkow, Wassili Wassiljewitsch (1869–1925), russischer Revolutionär

#### Starks
- Starks, Edwin Chapin (1867–1932), US-amerikanischer Ichthyologe
- Starks, Jabo (1938–2018), US-amerikanischer Funk- und Blues-Schlagzeuger
- Starks, John (* 1965), US-amerikanischer BasketballspielerJohn Starks (* 1965)

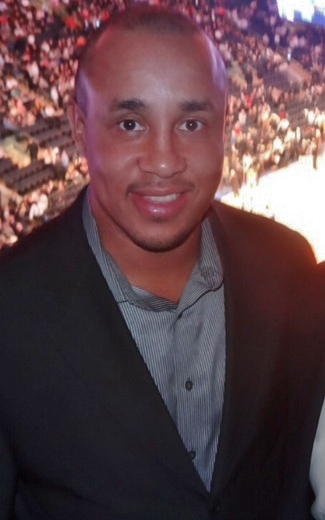
John Starks (* 1965)

- Starks, Sabrina (* 2000), US-amerikanische Volleyballspielerin

#### Starku
- Starkulla, Heinz (1922–2005), deutscher Zeitungswissenschaftler
- Starkus, Zigmas Pranas (* 1892), litauischer Politiker, Innenminister Litauens

#### Starkw
- Starkweather, Charles (1938–1959), US-amerikanischer Serienmörder
- Starkweather, David A. (1802–1876), US-amerikanischer Diplomat und Politiker der Demokratischen Partei
- Starkweather, Gary (1938–2019), US-amerikanischer Ingenieur und Erfinder
- Starkweather, George A. (1794–1879), US-amerikanischer Jurist und Politiker
- Starkweather, Henry H. (1826–1876), US-amerikanischer Politiker

### Starl
- Starlay, Katharina (* 1966), deutsche Imageberaterin, Modedesignerin und Sachbuchautorin
- Starley, James (1830–1881), britischer Erfinder und Fabrikant
- Starley, John Kemp (1854–1901), englischer Konstrukteur und Produzent von Fahrrädern
- Starlight, John, Münchener Musiker und Produzent
- Starlin, Jim (* 1949), US-amerikanischer Comicautor und -zeichner
- Starling, Boris (* 1970), englischer Schriftsteller
- Starling, Ernest (1866–1927), britischer Physiologe
- Starling, Hannah (* 1995), britische Wasserspringerin
- Starling, Marlon (* 1959), US-amerikanischer Boxer
- Starling, Ray (1933–1982), britischer Jazzmusiker und Komponist
- Starling, Simon (* 1967), englischer Künstler
- Starlinger, Fritz (1895–1988), österreichischer Chirurg
- Starlinger, Josef (1862–1943), österreichischer Psychiater
- Starlinger, Peter (1931–2017), deutscher Genetiker und Molekularbiologe
- Starlinger, Thomas (* 1963), österreichischer Offizier und Politiker
- Starlinger, Ursula (1917–2005), deutsche Lehrerin und Politikerin (CDU), MdL
- Starlinger, Wilhelm (1898–1956), deutscher Internist und Hochschullehrer

### Starm
- Starmer, Frederick (* 1878), US-amerikanischer Musiker
- Starmer, Keir (* 1962), britischer Anwalt und PolitikerKeir Starmer (* 1962)

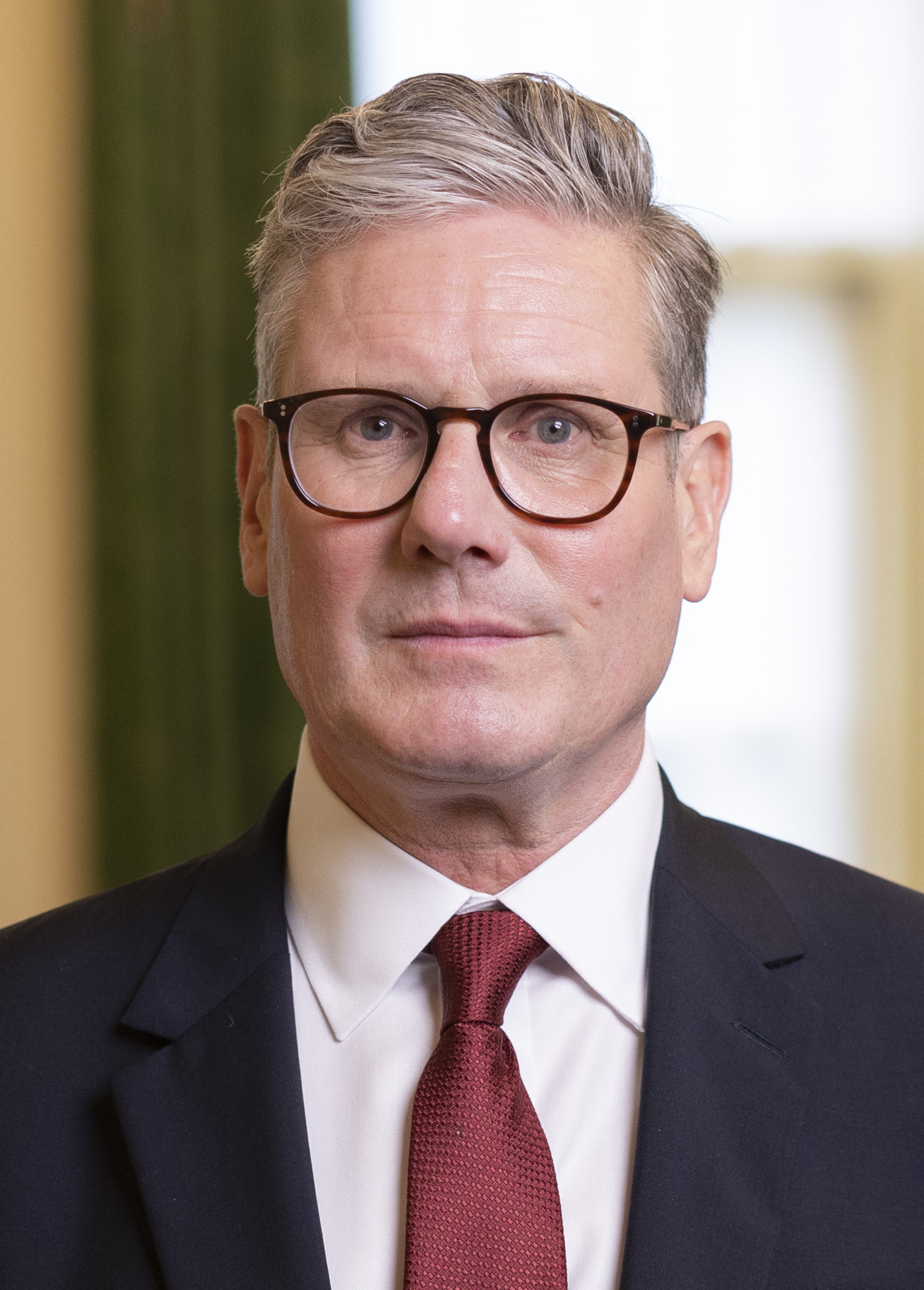
Keir Starmer (* 1962)

- Starmer, Victoria, britische Arbeitsmedizinerin und ehemalige Anwältin, Ehefrau von Keir Starmer
- Starmer, William, US-amerikanischer Musiker

### Starn
- Starnes, Henry (1816–1896), kanadischer Politiker und Unternehmer
- Starnes, Joe (1895–1962), US-amerikanischer Offizier und Politiker
- Starnes, John Kennett (1918–2014), kanadischer Diplomat
- Starnick, Jürgen (* 1937), deutscher Chemiker und Politiker (FDP), MdB
- Starnina, Gherardo († 1413), italienischer Renaissancemaler, aktiv in Florenz und Spanien
- Starnitzke, Dierk (* 1961), deutscher Theologe
- Starnone, Domenico (* 1943), italienischer Schriftsteller, Drehbuchautor und Journalist
- Starnovský, Bohumil (* 1953), tschechoslowakischer Pentathlet

### Staro
- Starobinski, Alexei Alexandrowitsch (1948–2023), russischer Astrophysiker und Kosmologe
- Starobinski, Jean (1920–2019), Schweizer Arzt und Literaturwissenschaftler, Medizin- und Ideengeschichtler
- Starodubez, Alexander Alexandrowitsch (* 1993), russisch-sükoreanischer Biathlet
- Starodubzew, Stanislaw (* 1987), russischer Straßenradrennfahrer
- Starodubzew, Wassili Alexandrowitsch (1931–2011), sowjetischer und russischer Politiker
- Starodubzewa, Aljona Wassiljewna (* 1985), russische Ringerin
- Starodubzewa, Julija (* 2000), ukrainische TennisspielerinJulija Starodubzewa (* 2000)

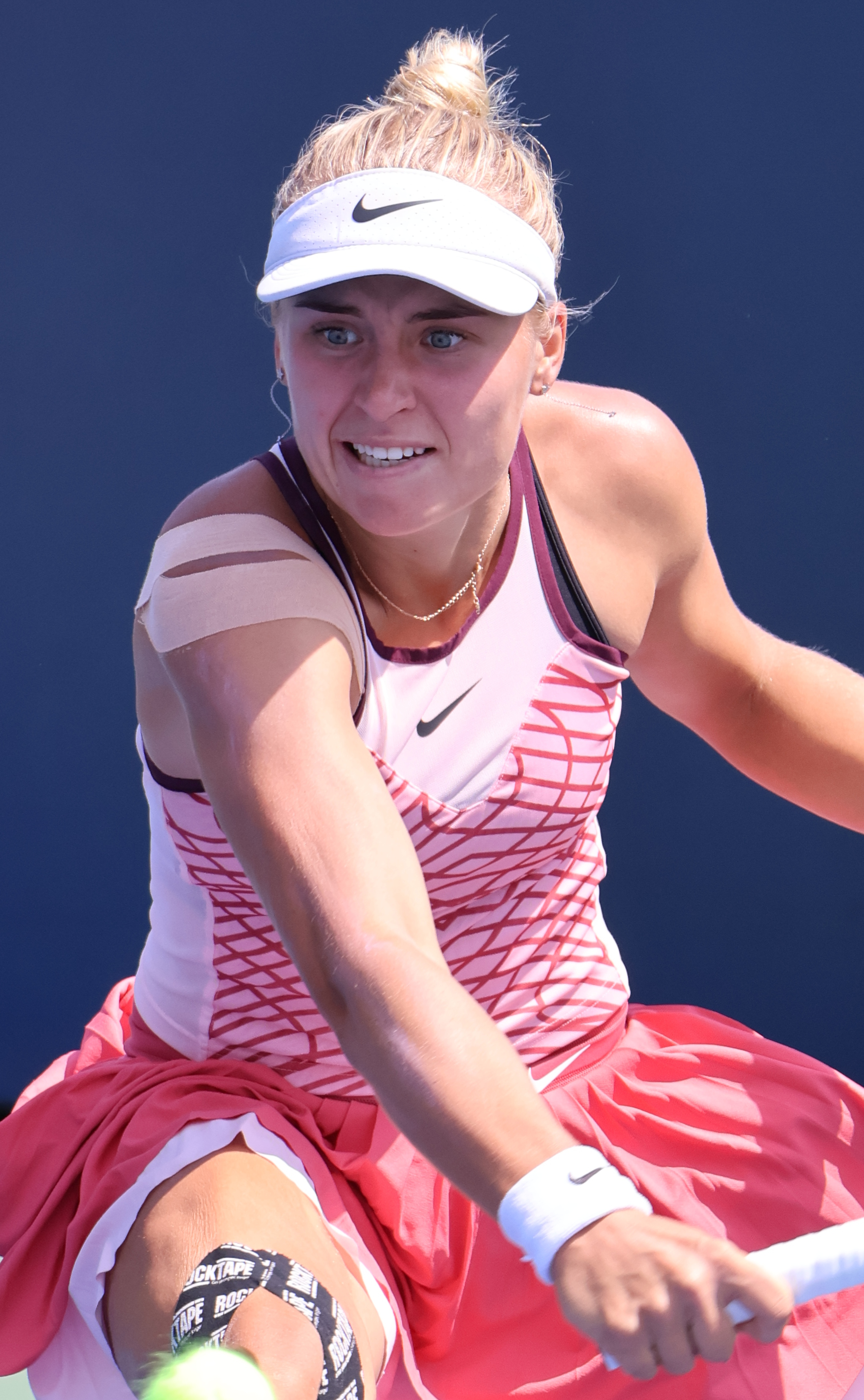
Julija Starodubzewa (* 2000)

- Starokadomski, Michail Leonidowitsch (1901–1954), russischer Komponist und Organist
- Starokin, Orlin (* 1987), bulgarischer Fußballspieler
- Staroń, Józef (1940–1999), polnischer Radrennfahrer
- Staroń, Lidia (* 1960), polnische Politikerin (unabhängig), Mitglied des Senats
- Starościak, Jacek (1947–2021), polnischer Diplomat und Stadtpräsident
- Staroselski, Anna (* 1996), politische Aktivistin
- Staroske, Uwe (* 1966), deutscher Wirtschaftswissenschaftler und Fernschachspieler
- Starossolskyj, Wolodymyr (1878–1942), ukrainischer Jurist, Soziologe und Politiker
- Starosson, Alfred (1898–1957), deutscher Wirtschaftsfunktionär und Politiker (SPD, später SED)
- Starosson, Franz (1874–1919), deutscher Politiker (SPD), MdL, MdR
- Starost, Antje (* 1950), deutsche Drehbuchautorin, Dokumentarfilmregisseurin, Kamerafrau und Produzentin
- Starost, Rolf (* 1942), deutscher Fußballspieler
- Starosta, Ben (* 1987), englisch-polnischer Fußballspieler
- Starosta, Johannes (1912–1995), deutscher Jockey im Galoppsport
- Starosta, Ondřej (* 1979), tschechischer Basketballspieler
- Starosta, Tomáš (* 1981), slowakischer Eishockeyspieler
- Starostik, Meinhard (1949–2018), deutscher Rechtsanwalt
- Starostin, Anatoli Wassiljewitsch (* 1960), sowjetischer Sportler, zweifacher Olympiasieger im Modernen Fünfkampf (1980)
- Starostin, Iwan (* 1996), russisch-georgischer Eishockeytorwart
- Starostin, Konstantin Georgijewitsch (1914–1985), sowjetischer Theater- und Film-Schauspieler sowie Regisseur
- Starostin, Mark (* 1990), kasachischer Skilangläufer
- Starostin, Nikita (* 2002), russisch-deutscher Eiskunstläufer
- Starostin, Nikolai Petrowitsch (1902–1996), sowjetisch-russischer Fußballspieler, Eishockeyspieler, Fußballtrainer und -funktionär
- Starostin, Sergei Anatoljewitsch (1953–2005), russischer Linguist
- Starostin, Sergei Nikolajewitsch (* 1956), russischer Jazz- und Weltmusikklarinettist und -sänger
- Starostina, Darja (* 1982), kasachischer Skilangläufer
- Starostīts, Ilmārs (* 1979), lettischer Schachspieler
- Starostka, Stanisława (1917–1946), polnische Kriegsverbrecherin und Funktionshäftling in den Konzentrationslagern Auschwitz-Birkenau und Bergen-Belsen
- Starostzik, Hendrik (* 1991), deutscher Fußballspieler
- Starova, Ibrahim (1865–1945), osmanischer Politiker
- Starova, Luan (1941–2022), jugoslawischer bzw. nordmazedonischer Schriftsteller und Diplomat
- Starović, Saša (* 1988), serbischer Volleyballspieler
- Starovlah, Nenad (* 1955), jugoslawischer Fußballspieler und -trainer
- Starovská, Mária (* 1959), slowakische Langstreckenläuferin
- Starow, Iwan Jegorowitsch (1745–1808), russischer Architekt des Klassizismus
- Starowa, Natalja Wladimirowna (1923–2004), sowjetisch-russische Genetikerin und Hochschullehrerin
- Starowieyski, Franciszek (1930–2009), polnischer Grafikdesigner, Maler und Bühnenbildner
- Starowieyski, Stanisław Kostka (1895–1941), polnischer Offizier
- Starowoit, Roman Wladimirowitsch (1972–2025), russischer PolitikerRoman Wladimirowitsch Starowoit (1972–2025)

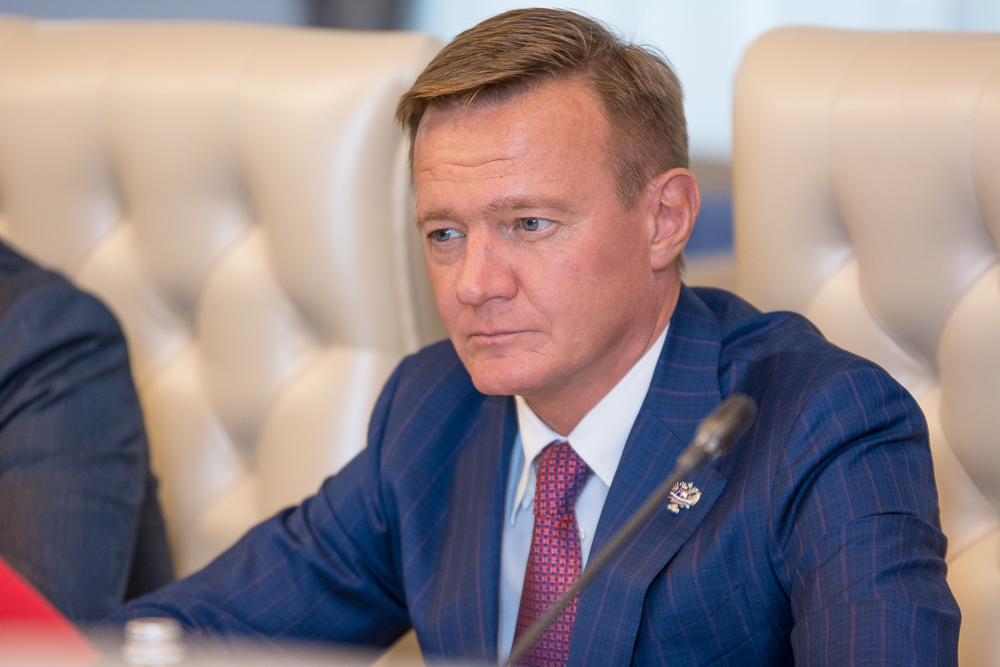
Roman Wladimirowitsch Starowoit (1972–2025)

- Starowoitowa, Galina Wassiljewna (1946–1998), russische Menschenrechtsaktivistin, Ethnologin und Politikerin
- Starowolski, Szymon (1588–1656), polnischer Schriftsteller des Frühbarocks

### Starp
- Starp, Julia (* 1982), deutsche Modeschöpferin

### Starr
- Starr, Aiden (* 1979), US-amerikanische Pornodarstellerin
- Starr, Albert (1926–2024), amerikanischer Herzchirurg, Hochschullehrer an der University of Oregon Medical School und Miterfinder der künstlichen Herzklappe
- Starr, Allanah, kubanisch-amerikanisches Model, transsexuelle Pornodarstellerin und Eventpromoterin
- Starr, Andy (1932–2003), US-amerikanischer Rockabilly-Sänger
- Starr, Antony (* 1975), neuseeländischer SchauspielerAntony Starr (* 1975)
- Starr, Ayra (* 2002), nigerianische R&B-Sängerin

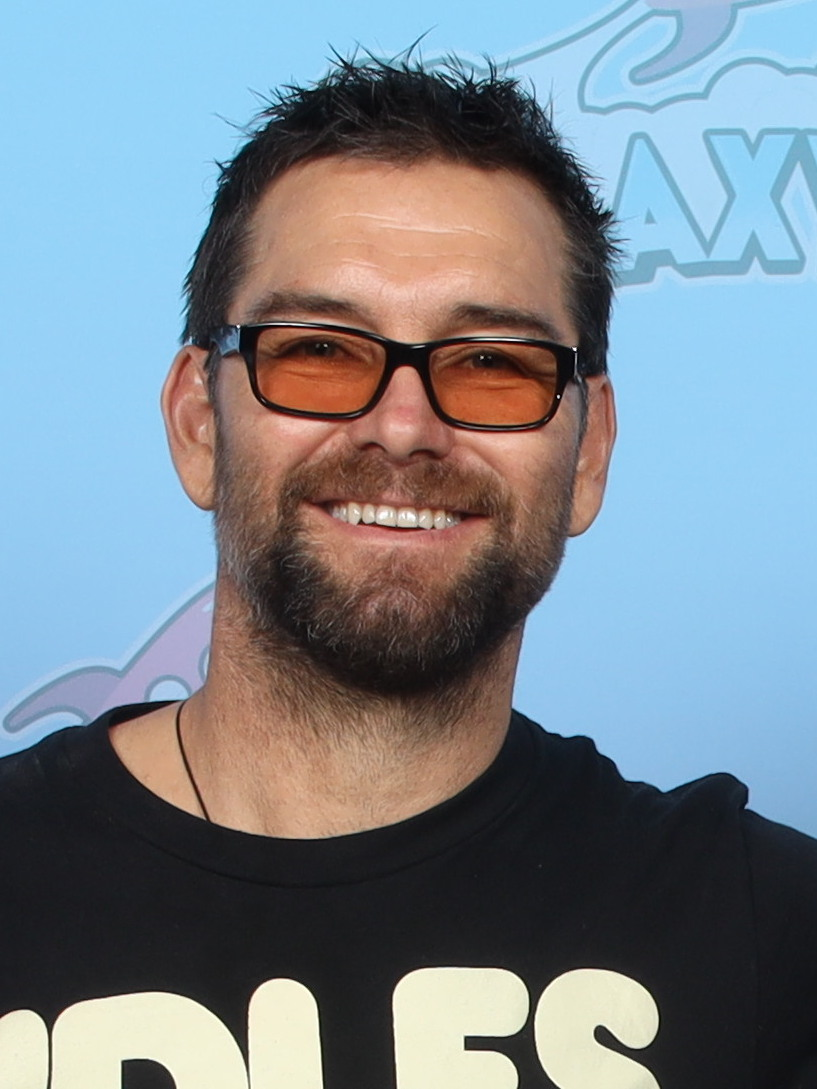
Antony Starr (* 1975)

- Starr, Bart (1934–2019), US-amerikanischer American-Football-Spieler und -Trainer
- Starr, Beau (* 1944), US-amerikanischer Schauspieler
- Starr, Belle (1848–1889), US-amerikanische Räuberbraut
- Starr, Ben (* 1988), britischer Schauspieler
- Starr, Bill (* 1933), amerikanischer Science-Fiction-Autor
- Starr, Billy (1913–1981), US-amerikanischer Country-Musiker
- Starr, Blaze (1932–2015), US-amerikanische Burlesque-Tänzerin, Stripperin und Nacktmodell
- Starr, Bobbi (* 1983), US-amerikanische Pornodarstellerin
- Starr, Brenda K. (* 1966), US-amerikanische Sängerin
- Starr, Cornelius Vander (1892–1968), US-amerikanischer Unternehmer
- Starr, Don (1917–1995), US-amerikanischer Schauspieler
- Starr, Edwin (1942–2003), US-amerikanischer Soulsänger
- Starr, Ellen Gates (1859–1940), US-amerikanische Sozialreformerin
- Starr, Emly (* 1957), belgische Sängerin
- Starr, Freddie (1943–2019), britischer Discjockey und Fernsehmoderator
- Starr, Frederick (1858–1933), US-amerikanischer Anthropologe
- Starr, Frederick S. (* 1940), US-amerikanischer Wissenschaftler und Jazzmusiker
- Starr, Fredro (* 1971), US-amerikanischer Rapper, Schauspieler, Mitglied der Hardcore-Rap-Gruppe Onyx
- Starr, Garrison (* 1975), US-amerikanische Musikerin und Sängerin
- Starr, Harvey (* 1946), amerikanischer Politikwissenschaftler mit dem Fachgebiet Internationale Beziehungen
- Starr, Isaac (1895–1989), US-amerikanischer Physiologe und Pharmakologe
- Starr, Jack, US-amerikanischer Rock- und Heavy-Metal-Gitarrist
- Starr, Jade (* 1981), US-amerikanische Pornodarstellerin und Schauspielerin
- Starr, Jason (* 1966), amerikanischer Schriftsteller
- Starr, John F. (1818–1904), US-amerikanischer Politiker
- Starr, Kay (1922–2016), US-amerikanische Jazz- und Pop-Sängerin
- Starr, Kenneth (1946–2022), US-amerikanischer Jurist und Unabhängiger SonderermittlerKenneth Starr (1946–2022)

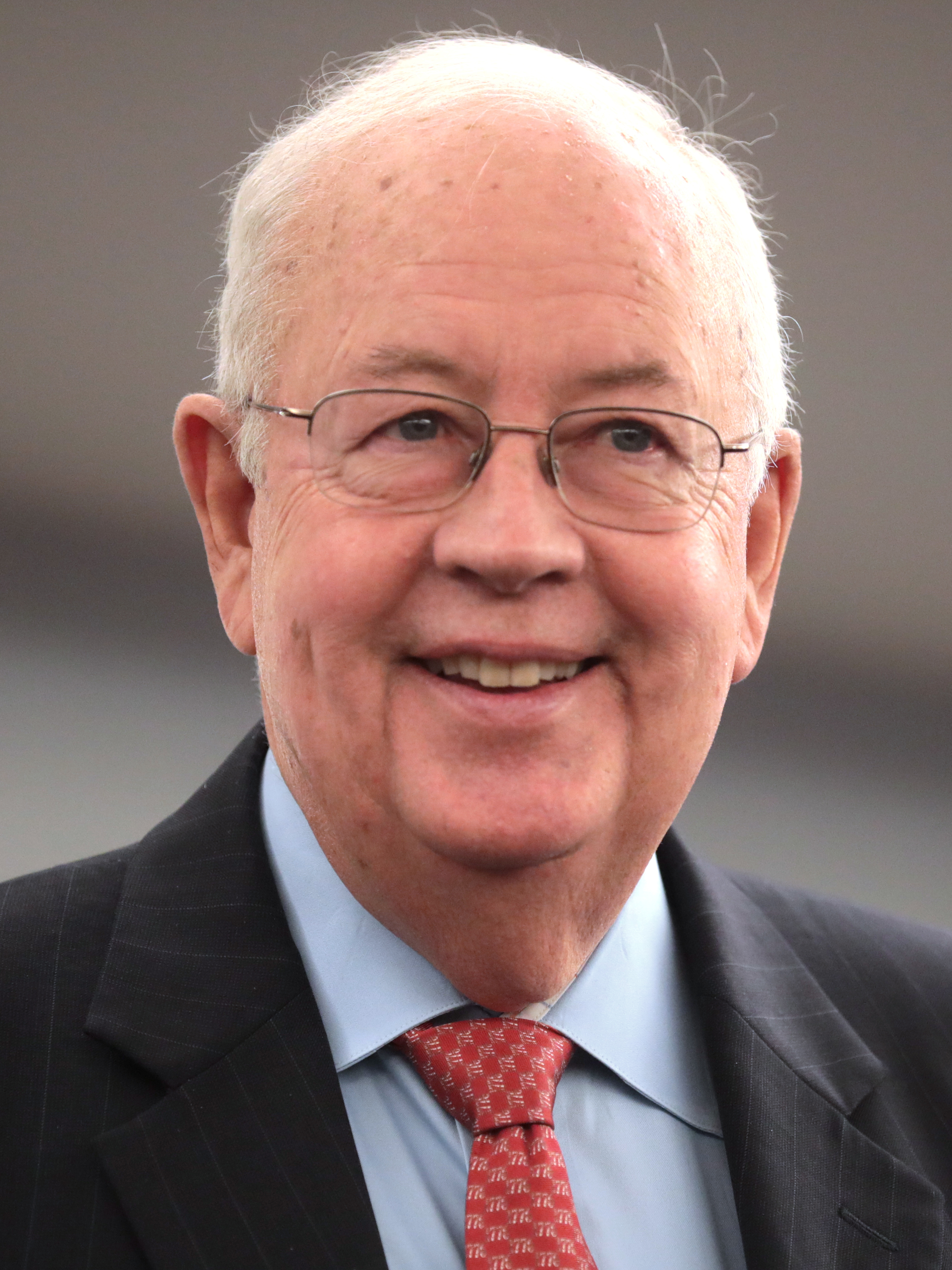
Kenneth Starr (1946–2022)

- Starr, Kevin (1940–2017), US-amerikanischer Historiker
- Starr, Leonard (1925–2015), US-amerikanischer Comiczeichner
- Starr, Lucille (1938–2020), kanadische Country-Sängerin
- Starr, Martin (* 1982), US-amerikanischer Schauspieler
- Starr, Matt, US-amerikanischer Schlagzeuger
- Starr, Michael (1910–2000), kanadischer Politiker
- Starr, Mike (* 1950), US-amerikanischer Schauspieler
- Starr, Mike (1966–2011), US-amerikanischer Musiker
- Starr, Nava (* 1949), kanadische Schachspielerin
- Starr, Neil, walisischer Sänger und Gitarrist
- Starr, Pearl (1868–1925), US-amerikanische Bordellbetreiberin im Wilden Westen
- Starr, Ringo (* 1940), britischer Musiker (The Beatles)Ringo Starr (* 1940)
- Starr, Riva, italienischer DJ

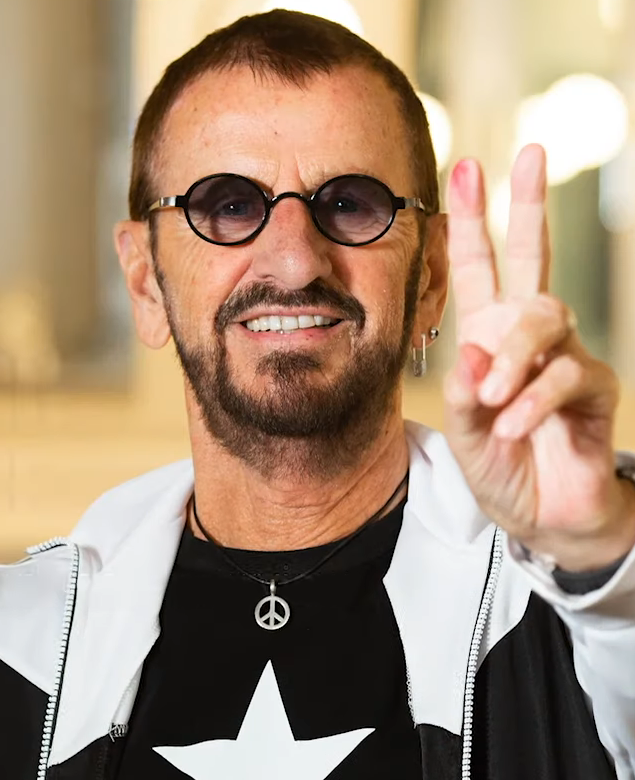
Ringo Starr (* 1940)

- Starr, Robert H. (1924–2009), US-amerikanischer Pilot des kleinsten pilotierten Flugzeugs der Welt
- Starr, Sable (1957–2009), US-amerikanisches Groupie
- Starr, Sally (1923–2013), US-amerikanische Showmasterin, Sängerin und Radio-Moderatorin
- Starr, Stevie (* 1962), schottischer Illusionist
- Starrabba, Gaetano (* 1932), italienischer Autorennfahrer
- Starre, Kate (* 1971), australische Hockeyspielerin
- Starrett, Charles (1903–1986), US-amerikanischer Schauspieler
- Starrett, Jack (1936–1989), US-amerikanischer Schauspieler und Regisseur
- Starrett, Nicole, US-amerikanische Schauspielerin, Filmproduzentin und Drehbuchautorin
- Starrett, Vincent (1886–1974), kanadisch-US-amerikanischer Journalist, Essayist, Schriftsteller und Bibliophiler
- Starreveld, Harrie, niederländischer Flötist und Musikpädagoge
- Starrmann, Margarethe (1892–1953), deutsche Politikerin (SPD), MdR, Referentin in Sächsischen Ministerien und Reichstagsabgeordnete
- Starrost, Hans-Jürgen (1955–1981), deutsches Todesopfer der Berliner Mauer
- Starry, Donn A. (1925–2011), US-amerikanischer Militär, General der US Army

### Stars
- Stars, Hauke (* 1967), deutsche ManagerinHauke Stars (* 1967)

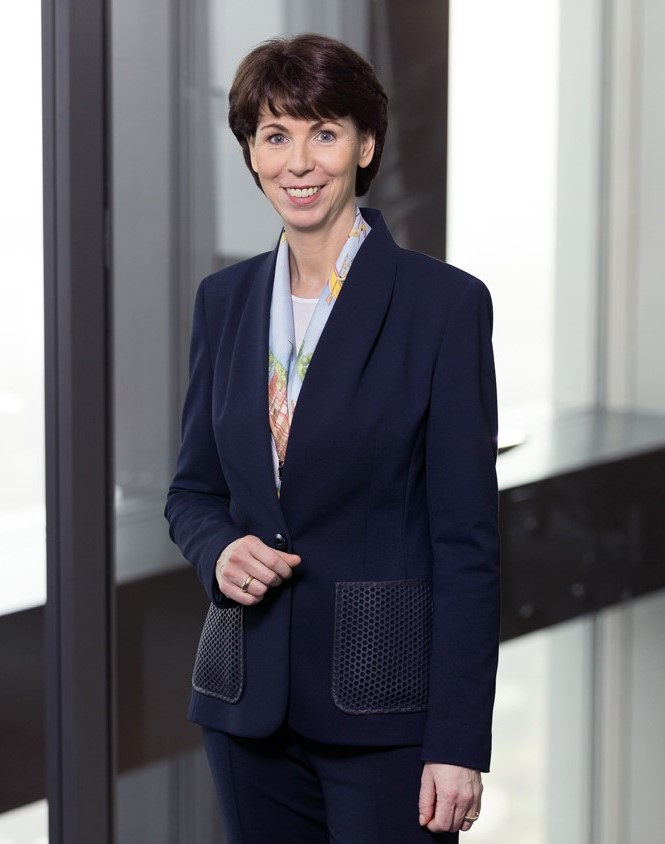
Hauke Stars (* 1967)

- Stars, Jürgen (* 1948), deutscher Fußballtorwart
- Starschedel, Heinrich Clemens von († 1731), deutscher Hofbeamter, sachsen-weisenfelsischer Hof- und Reisemarschall sowie Rittergutsbesitzer
- Starschedel, Heinrich von († 1499), deutscher Ritter, Unternehmer und sächsischer Beamter
- Starschenbaum, Irina Wladimirowna (* 1992), russische Schauspielerin
- Starschinow, Wjatscheslaw Iwanowitsch (* 1940), russischer Eishockeyspieler
- Starší, Ján (1933–2019), tschechoslowakischer Eishockeyspieler und -trainer
- Starski, Allan (* 1943), polnischer Szenenbildner
- Starski, Ludwik (1903–1984), polnischer Drehbuchautor, Songwriter und Autor
- Starski, Paulina (* 1982), Rechtswissenschaftlerin und HochschullehrerinPaulina Starski (* 1982)

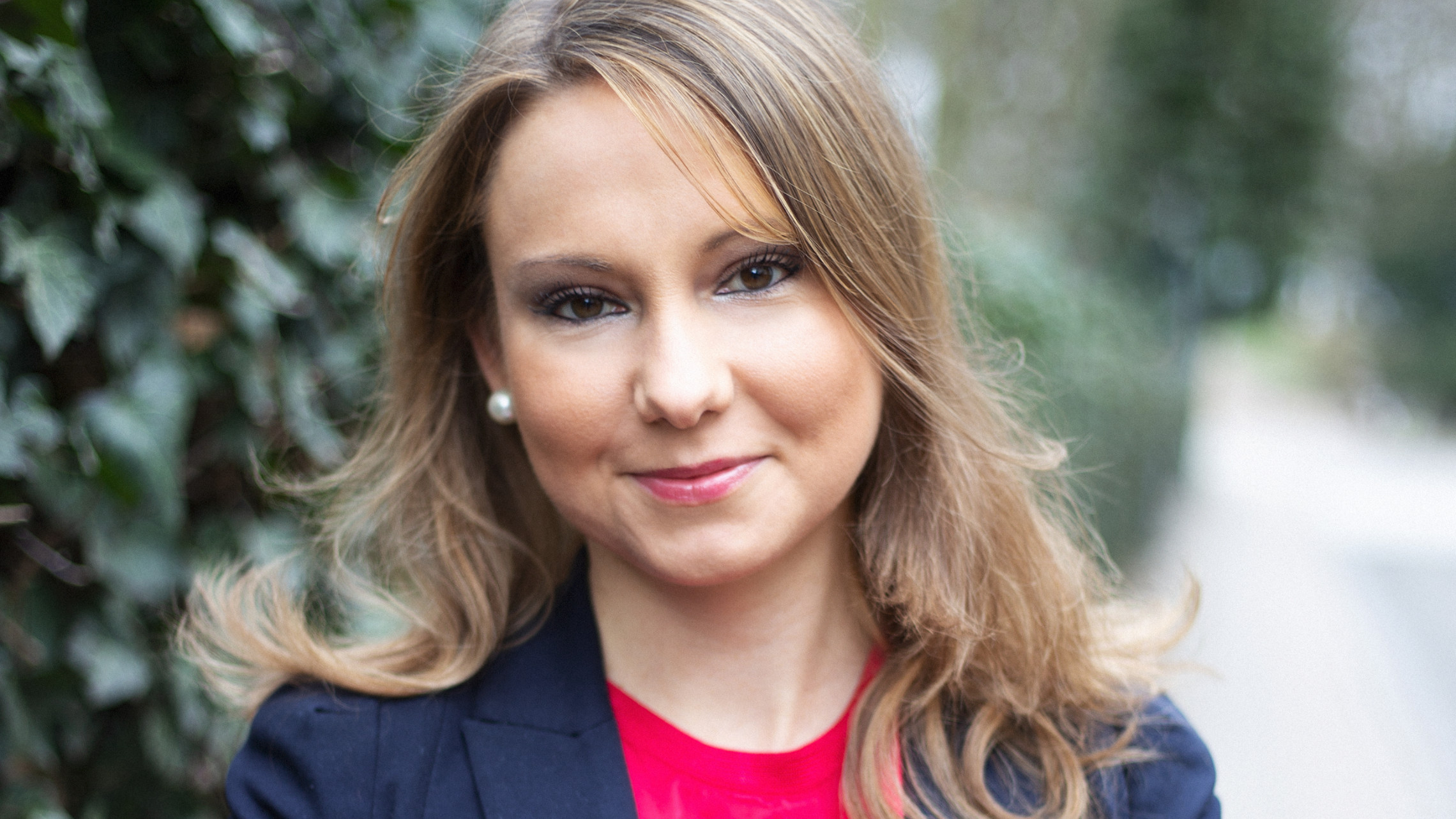
Paulina Starski (* 1982)

### Start
- Startschenko, Roman (* 1986), kasachischer Eishockeyspieler
- Startschenko, Sergei Stepanowitsch, russischer mathematischer Logiker
- Startschyk, Wolodymyr (* 1980), ukrainischer Radrennfahrer
- Startsev, Andrej (* 1994), deutscher Fußballspieler
- Startz, Jack (1931–1985), US-amerikanischer plastischer Chirurg

### Staru
- Staruchin, Witalij (1949–2000), sowjetischer Fußballspieler
- Starup-Hansen, Henrik, dänischer Basketballspieler

### Stary
- Starý, Antonín (1878–1942), tschechischer Dermatologe und Venerologe
- Stary, Christian (* 1960), österreichischer Informatiker und Hochschullehrer für Wirtschaftsinformatik
- Starý, Jan (* 1986), tschechischer Eishockeyspieler
- Stary, Karl (* 1942), deutscher Ehrenamtler
- Starý, Petr (1963–2017), tschechischer Schauspieler und Unternehmer
- Stary, Roman (* 1973), österreichischer Fußballspieler
- Starych, Andrei Sergejewitsch (* 1984), russischer Handballspieler
- Starych, Irina Alexandrowna (* 1987), russische Biathletin
- Staryk, Steven (* 1932), kanadischer Geiger und Musikpädagoge
- Starykowa, Olena (* 1996), ukrainische Radsportlerin
- Starykowicz, Andrew (* 1982), US-amerikanischer Triathlet
- Staryzka-Tschernjachiwska, Ljudmyla (1868–1941), ukrainische Autorin, Übersetzerin und Kritikerin
- Staryzkyj, Mychajlo (1840–1904), ukrainischer Kulturaktivist, Schriftsteller, Dichter und Dramatiker

### Starz
- Starza, Roland La (1927–2009), US-amerikanischer Boxer und Schauspieler
- Starzacher, Karl (* 1945), deutscher Politiker (SPD), Landtagspräsident von HessenKarl Starzacher (* 1945)

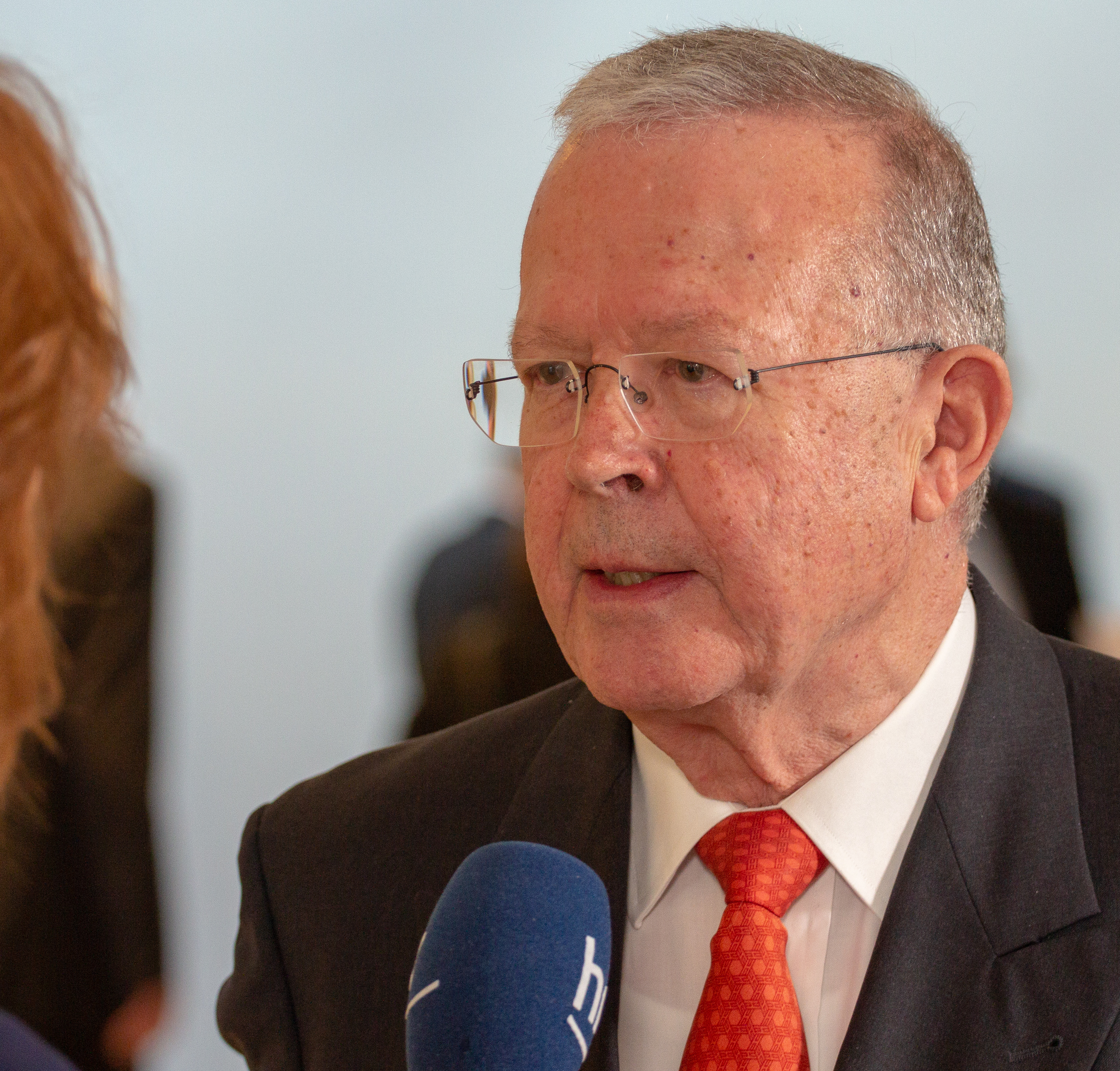
Karl Starzacher (* 1945)

- Starzak, Marcin (* 1985), polnischer Leichtathlet
- Starzak, Norbert (1950–2003), deutscher Fußballspieler
- Starzengruber, Harald (* 1981), österreichischer Radrennfahrer
- Starzengruber, Johanna (1851–1911), österreichische Schauspielerin und Schriftstellerin
- Starzengruber, Josef (1806–1877), österreichischer Mediziner
- Starzer, Josef (1728–1787), österreichischer Komponist der Vorklassik
- Starzew, Ossip Dmitrijewitsch, russischer Architekt unter Peter dem Großen
- Starzewa, Jewgenija Alexandrowna (* 1989), russische Volleyballspielerin
- Starzinger, Anna (* 1989), österreichische Cellistin, Schauspielerin und Komponistin
- Starzl, R. F. (1899–1976), amerikanischer Science-Fiction-Autor, Journalist und Zeitungsverleger
- Starzl, Thomas E. (1926–2017), US-amerikanischer Chirurg und ein Pionier der Transplantationsmedizin
- Starzmann, Gustav (1944–2023), deutscher Politiker (SPD), MdL
- Starzmann, Peter (* 1962), deutscher Fußballspieler
- Starzyński, Filip (* 1991), polnischer Fußballspieler
- Starzyński, Filip (* 1993), polnischer Eishockeyspieler
- Starzyński, Stanisław (1853–1935), polnischer Politiker, Jurist und Universitätsprofessor
- Starzyński, Stefan (1893–1939), Offizier, Stadtpräsident von Warschau
- Starzyński, Wacław (1910–1976), polnischer Radrennfahrer